# 中区 (浜松市)
中区（なかく）は、かつて存在した浜松市を構成する7つの行政区のうちの1つ。浜松市中心部を区域としている。浜松駅周辺などの中心部は官庁や企業のビルなどが立ち並び、富塚・上島・広沢・住吉などの郊外には住宅街として大小の住宅が密集している。
2024年1月1日に区の統合・再編が行われ、全域が中央区へ移行された。

## 概要
2007年4月1日に浜松市が政令指定都市に移行した際、条例の施行により中区が設置された。政令市移行前の2006年、行政区画および区の名称等が浜松市行政区画等審議会により審議され、決定にあたって同協議会は浜松市民を対象に投票（意向調査）を行った。その結果では中央区が1位であったが、旧来より「中央地区」という地区名や「中央」が付いた町名があったことに配慮され、「中区」が妥当であると答申した。

## 地理
中区の面積は7つの行政区の中では最も小さく、44.23平方キロメートルである。他の市町村とは接しないため同市東区、西区、南区、北区と境界を接する。

### 地形

#### 湖沼
主な湖
- 佐鳴湖

### 地域
中央地区
（伝馬町、鍛冶町、元城町、旅籠町など）
江戸時代に浜松藩を形成していた浜松城内および城下の商人町を中心とした地域で、現在は商店街や企業、商業施設が集積している。
西地区、県居地区
（鴨江、三組町、伊場など）
浜松駅より西に位置する地区で、県居は「あがたい」と読む。JR東海浜松工場もあり、社員の社宅などが立地する。
アクト地区、北地区、駅南地区
（中央、板屋町、中沢町、砂山町など）
再開発事業により、古くからの街並みから一転し、国や県、市などの行政施設や、大学、ホテルなどの施設が設置された。マンションの建設も盛んに行われ、中心部の人口増加につながった。
城北地区
（城北、布橋、広沢など）
全体としては住宅が多い地区だが、姫街道（本坂通り）などの古くからの道路沿いに小規模の商店が軒を連ねる。また、静岡大学や、浜松学院大学、静岡県立浜松北高等学校、静岡県立浜松商業高等学校、浜松市立高等学校、静岡大学附属浜松中学校・小学校などの文教施設が集中している。また住吉バイパスなどの広い通り沿いには商店、飲食店が並ぶ。
佐鳴台地区、富塚地区
（佐鳴台、富塚町）
佐鳴湖畔は、市内を代表する高級住宅地となっている。富塚地区は窪地のため坂が多い地区であるが、青葉台・弥生・弥生が丘・曙・丸山・長坂団地などが形成されている。
江東地区、江西地区
（浅田、神田町、海老塚など）
浜松駅の北東部・南部に位置する地区で、古くからの住宅や、工場、店舗などが多い。
曳馬地区、萩丘地区
（曳馬、上島、住吉、幸、泉町・泉、萩丘、高丘など）
整備された幹線道路が複数本走っており、遠州鉄道鉄道線など、交通のアクセスが良いことから、住宅、店舗、小型の事業所などが多い。市営球場や陸上競技場などのスポーツ施設や、ホンダ関連の大規模な工場（高丘など）が住宅と混在している。
花川地区
（花川町、西丘町）
中区最北端であるこの地区には、花川運動公園や浜松環状線が通っている。花川運動公園では、2003年に天皇・皇后が臨席してNEW!!わかふじ国体テニス競技大会が開催された。また、桜が多く、春の行楽シーズンには大勢の花見客が訪れるほか、テニスコートは市内の学校の部活動や、全国大会にも利用される。

#### 地名
- 中央（ちゅうおう）地区
  - 旭町（あさひちょう）
  - 池町（いけまち）
  - 尾張町（おわりちょう）
  - 鍛冶町（かじまち）
  - 北田町（きたたまち）
  - 元目町（げんもくちょう）
  - 紺屋町（こうやまち）
  - 肴町（さかなまち）
  - 神明町（しんめいちょう）
  - 大工町（だいくまち）
  - 田町（たまち）
  - 千歳町（ちとせちょう）
  - 伝馬町（てんまちょう）
  - 利町（とぎまち）
  - 松城町（まつしろちょう）
  - 元城町（もとしろちょう）
  - 連尺町（れんじゃくちょう）
- アクト地区
  - 板屋町（いたやまち）
  - 中央（ちゅうおう）：一丁目～三丁目
  - 常盤町（ときわちょう）
  - 野口町（のぐちちょう）
  - 八幡町（はちまんちょう）
  - 早馬町（はやうまちょう）
  - 東田町（ひがしたまち）
  - 船越町（ふなこしちょう）
- 西（にし）地区
  - 鴨江（かもえ）：一丁目～四丁目
  - 鴨江町（かもえちょう）
  - 栄町（さかえまち）
  - 中山町（なかやまちょう）
  - 西伊場町（にしいばちょう）
  - 三組町（みくみちょう）
  - 南伊場町（みなみいばちょう）
- 駅南（えきなん）地区
  - 北寺島町（きたてらじまちょう）
  - 砂山町（すなやまちょう）
  - 寺島町（てらじまちょう）
  - 龍禅寺町（りゅうぜんじちょう）

- 北（きた）地区
  - 下池川町（しもいけがわちょう）
  - 中沢町（なかざわちょう）
  - 元浜町（もとはまちょう）
  - 山下町（やましたちょう）
- 県居（あがたい）地区
  - 塩町（しおまち）
  - 菅原町（すがわらちょう）
  - 平田町（なめだちょう）
  - 成子町（なるこちょう）
  - 旅籠町（はたごまち）
  - 東伊場（ひがしいば）
  - 元魚町（もとうおちょう）
- 江東（こうとう）地区
  - 相生町（あいおいちょう）
  - 木戸町（きどちょう）
  - 佐藤（さとう）：一丁目～三丁目
  - 天神町（てんじんまち）
  - 富吉町（とみよしちょう）
  - 中島（なかじま）：一丁目～四丁目
  - 中島町（なかじまちょう）
  - 名塚町（なづかちょう）
  - 向宿（むこうじゅく）：一丁目～三丁目
  - 領家（りょうけ）：一丁目～三丁目
- 江西（こうさい）地区
  - 浅田町（あさだちょう）
  - 瓜内町（うりうちちょう）
  - 海老塚（えびつか）：一丁目・二丁目
  - 海老塚町（えびつかちょう）
  - 春日町（かすがちょう）
  - 上浅田（かみあさだ）：一丁目・二丁目
  - 神田町（かみだまち）
  - 西浅田（にしあさだ）：一丁目・二丁目
  - 法枝町（のりえだちょう）
  - 南浅田（みなみあさだ）：一丁目・二丁目
  - 森田町（もりたちょう）

- 佐鳴台（さなるだい）地区
  - 佐鳴台（さなるだい）：一丁目～6丁目
- 城北（じょうほく）地区
  - 鹿谷町（しかたにちょう）
  - 蜆塚（しじみづか）：一丁目～四丁目
  - 城北（じょうほく）：一丁目～三丁目
  - 高町（たかまち）
  - 布橋（ぬのはし）：一丁目～三丁目
  - 広沢（ひろさわ）：一丁目～三丁目
  - 文丘町（ふみおかちょう）
  - 山手町（やまてちょう）
  - 和地山（わぢやま）：一丁目～三丁目
- 富塚（とみつか）地区
  - 富塚町（とみつかちょう）
- 萩丘（はぎおか）地区
  - 葵西（あおいにし）：一丁目～六丁目
  - 葵東（あおいひがし）：一丁目～三丁目
  - 小豆餅（あずきもち）：一丁目～四丁目
  - 泉（いずみ）：一丁目～四丁目
  - 泉町（いずみちょう）
  - 幸（さいわい）：一丁目～五丁目
  - 住吉（すみよし）：一丁目～五丁目
  - 高丘北（たかおかきた）：一丁目～四丁目
  - 高丘町（たかおかちょう）
  - 高丘西（たかおかにし）：一丁目～四丁目
  - 高丘東（たかおかひがし）：一丁目～五丁目
  - 萩丘（はぎおか）：一丁目～五丁目
  - 和合北（わごうきた）：一丁目～四丁目
  - 和合町（わごうちょう）

- 花川（はなかわ）地区
  - 西丘町（にしおかちょう）
  - 花川町（はなかわちょう）
- 曳馬（ひくま）地区
  - 上島（かみじま）：一丁目～七丁目
  - 十軒町（じっけんちょう）
  - 新津町（しんづちょう）
  - 助信町（すけのぶちょう）
  - 早出町（そうでちょう）
  - 高林（たかばやし）：一丁目～五丁目
  - 茄子町（なすびちょう）
  - 曳馬（ひくま）：一丁目～六丁目
  - 曳馬町（ひくまちょう）
  - 細島町（ほそじまちょう）

備考
- 船越町と和地山一丁目 - 三丁目、下池川町、中沢町は1965年に住居表示実施。
- 西伊場町と南伊場町、城北一丁目 - 三丁目、布橋一丁目 - 三丁目、文丘町、鴨江一丁目 - 四丁目は1966年に住居表示を実施。
- 鹿谷町と広沢一丁目 - 三丁目は1968年に住居表示実施。
- 上浅田・西浅田・南浅田は1971年までは浅田町の一部であった。
- 住吉一丁目 - 五丁目は1973年に住居表示実施。
- 泉一丁目 - 四丁目は1974年に住居表示実施。実施されなかった泉町の一部は6箇所の飛び地として存在していたが、2013年に4箇所は和合町の一部とともに和合北一丁目 - 四丁目となり、1箇所は和合町に編入され、残りの1箇所は浜松基地内にのみ現存。
- 幸一丁目 - 五丁目は1975年に住居表示実施。
- 佐鳴台一丁目 - 六丁目は1976年に住居表示実施。入野町と富塚町の各一部を再編し成立。かつて入野町は西区に組み入れられていた。
- 萩丘一丁目 - 五丁目は1976年に住居表示。萩町と上島町の各一部を再編し成立。
- 西丘町は吉野町・吉野東町・葵町・湖東町の各一部を再編し1978年に成立。
- 高林一丁目 - 五丁目は1981年に住居表示実施。
- 花川町は2000年に吉野町と吉野東町の合併統合および町名変更により成立。
- 中央一丁目 - 三丁目は2006年に住居表示実施。新町・松江町・馬込町の全域、板屋町・東田町・常盤町・野口町の各一部を再編し成立。
- 和合北一丁目 - 四丁目は2013年に住居表示実施。和合町と泉町の各一部を再編し成立。
- 花川地区は萩丘地区の一部に区分けされることもある。
- 東（ひがし）地区は2020年1月1日に「アクト地区」に名称変更した。

### 人口
2010年に行われた国勢調査時点における中区の人口は23万8,477人で、7区の中では最も多い。

#### 平均年齢
2015年（平成27年）10月1日時点における中区民の平均年齢は次のとおりである。
- 全体 - 44.97 歳
  - 男性 - 43.48 歳
  - 女性 - 46.44 歳

## 歴史

### 沿革
- 1873年 - 第一番小学校（のちの浜松市立元城小学校、現在の浜松市立中部小学校）が開校する。
- 1873年 - 浜松城が廃城になる。
- 1876年8月21日 - 浜松県が廃止され、静岡県と合併した。支庁が置かれる。
- 1882年 - 測候所が開設する。
- 1887年 - 日本楽器（現・ヤマハ）の創立者、山葉寅楠が初めてオルガンを製造する。
- 1889年2月1日 - 東海道本線浜松駅開業。
- 1961年 - 浜松市民会館が完成。（1995年4月、はまホール（浜松市教育文化会館）に名称変更）
- 1964年10月1日 - 東海道新幹線浜松駅開業 。
- 1964年11月1日 - 遠州鉄道奥山線が廃線 。
- 1971年 - 市制60周年。浜松市立美術館が完成 。
- 1979年 - 浜松市博物館が完成 。
- 1979年 - 東海道線の高架工事が完成 。
- 1982年 - 浜松駅の北口広場にバスターミナルが完成 。
- 1989年4月1日 - 静岡県浜松総合庁舎が完成。
- 1991年4月1日 - 第一回浜松国際ピアノコンクールが開催 。
- 1994年5月1日 - アクトシティ浜松が完成。
- 1995年10月1日 - 浜松市楽器博物館が完成。
- 1998年4月1日 - アクトシティ音楽院完成。
- 2000年4月3日 - 静岡文化芸術大学が開学。
- 2003年4月1日 - 花川運動公園が完成。静岡NEWわかふじ国体開催。
- 2006年10月1日 - 浜松市立城北図書館を新装開館。
- 2007年4月1日 - 浜松市の政令指定都市移行に伴い、中区発足。
- 2007年10月14日 - 野口公園開園。旧野口公園（現静岡文化芸術大学）の南に移動した。
- 2012年11月24日 - 西鹿島線の高架が延伸。これにより（JR東海含めて）区内の駅はすべて高架線となり、営業線上からは踏切が消滅した。
- 2013年10月1日 - 県迷惑行為等防止条例の改正を受け、繁華街の一部が客引きやスカウト、客待ち行為などを禁止する地域に指定[8]。
- 2019年8月1日 - 県暴力団排除条例の改正を受け、繁華街の一部が暴力団排除特別強化地域に指定[9]
- 2020年8月17日 - 午後0時10分に日本歴代最高気温に並ぶ41.1℃を記録した。

### 行政区域の沿革
- 1889年（明治22年）4月1日 - 町村制の施行により、後の本区域に敷知郡浜松町、曳馬下村、天神町村、須ノ木沢村、富塚村が発足。
- 1891年（明治24年）
  - 6月12日 - 曳馬下村が曳馬村に改称。
  - 7月14日 - 須ノ木沢村が吉野村に改称。
- 1896年（明治29年）4月1日 - 郡制の施行のため、各町村が浜名郡の所属となる。
- 1909年（明治42年）12月28日 - 吉野村の一部（段子川）が富塚村に編入。
- 1911年（明治44年）7月1日 - 浜松町が市制施行して浜松市が発足。
- 1912年（大正元年）10月1日 - 富塚村の一部（両追分・和地山・浜松沢）が浜松市に編入。
- 1916年（大正5年）5月1日 - 曳馬村、天神町村の各一部が浜松市に編入。
- 1921年（大正10年）4月1日 - 天神町村が浜松市に編入。
- 1934年（昭和9年）2月11日 - 曳馬村が町制施行して曳馬町となる。
- 1936年（昭和11年）2月11日 - 曳馬町・富塚村が浜松市に編入。
- 1954年（昭和29年）7月1日 - 吉野村が浜松市に編入。
- 2007年（平成19年）4月1日 - 浜松市の政令指定都市移行に伴い、中区が発足。
- 2024年（令和6年）1月1日 - 浜松市の行政区再編により、中央区の一部となる。同日中区廃止。

## 政治

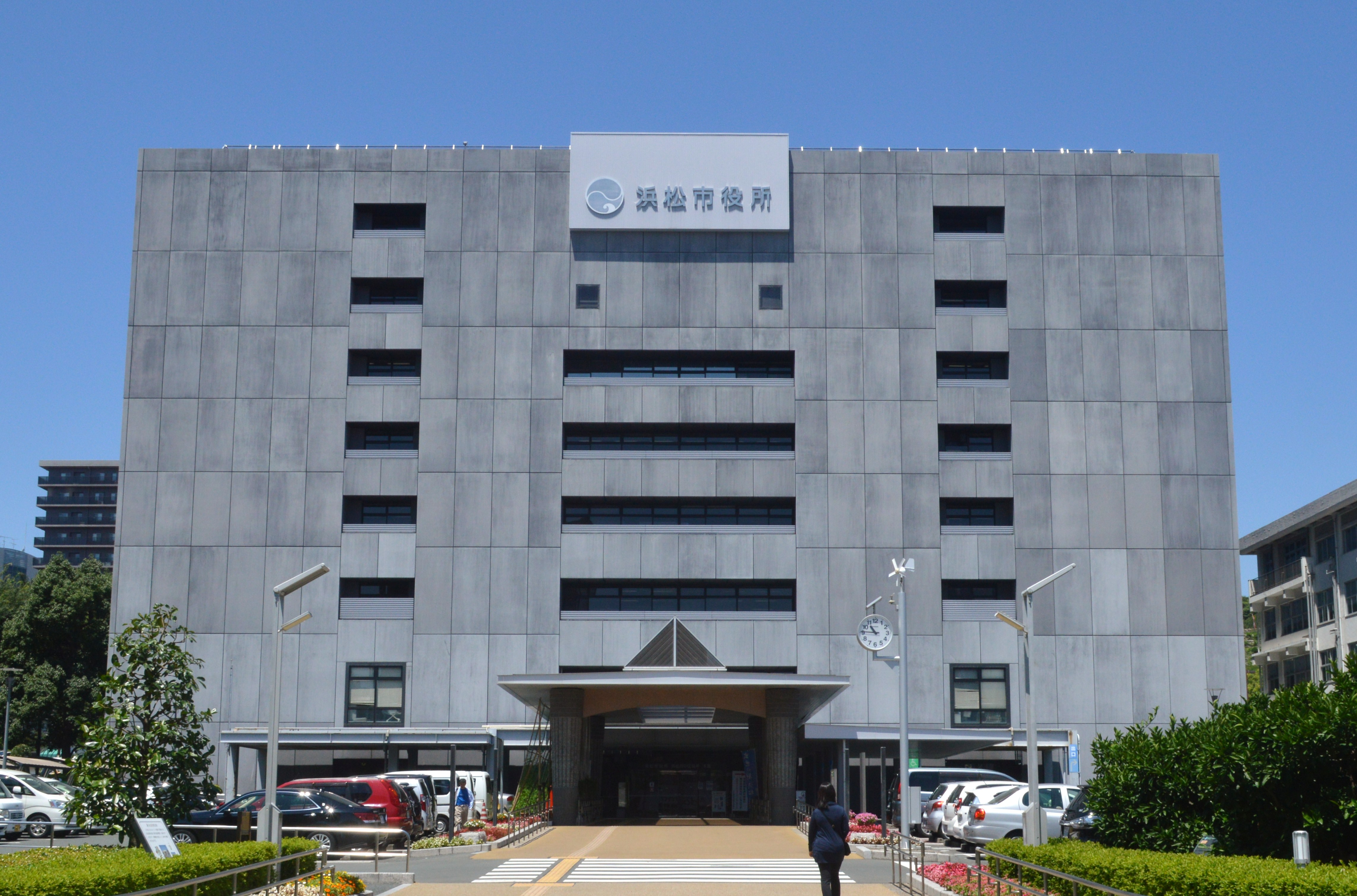
浜松市役所

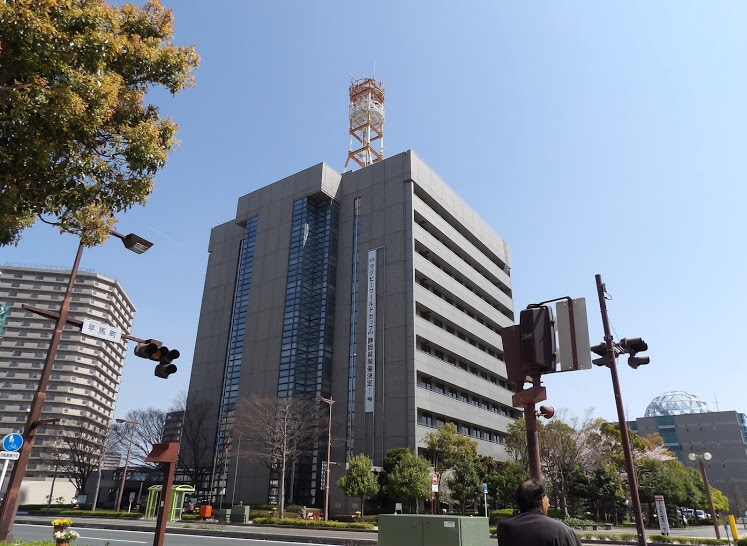
静岡県浜松総合庁舎

### 行政

#### 市機関
- 浜松市役所 （元城町）
  - 公園管理事務所 （上島六丁目）
- 中区役所

区役所は、浜松市役所本庁舎（元城町）内に設置。
- 浜松市消防局 （下池川町）
- 浜松市上下水道部  （住吉五丁目）

協働センター、市民サービスセンター
- 東部協働センター （相生町）
- 富塚協働センター （富塚町）
- 高台協働センター （和合町）
- 西部協働センター （広沢一丁目）
- 佐鳴台協働センター （佐鳴台二丁目）
- 北部協働センター （葵東一丁目）
- 北部市民サービスセンター （葵東一丁目）
- 県居協働センター （東伊場二丁目）
- 南部協働センター （海老塚二丁目）
- 中部協働センター （早馬町）
- 曳馬協働センター （曳馬三丁目）
- 駅前市民サービスセンター （旭町）
- 高丘葵市民サービスセンター （高丘西二丁目）

#### 県機関
- 静岡県浜松総合庁舎 （中央一丁目）
- 静岡県西部県民生活センター （静岡県浜松総合庁舎内）

## 国家機関

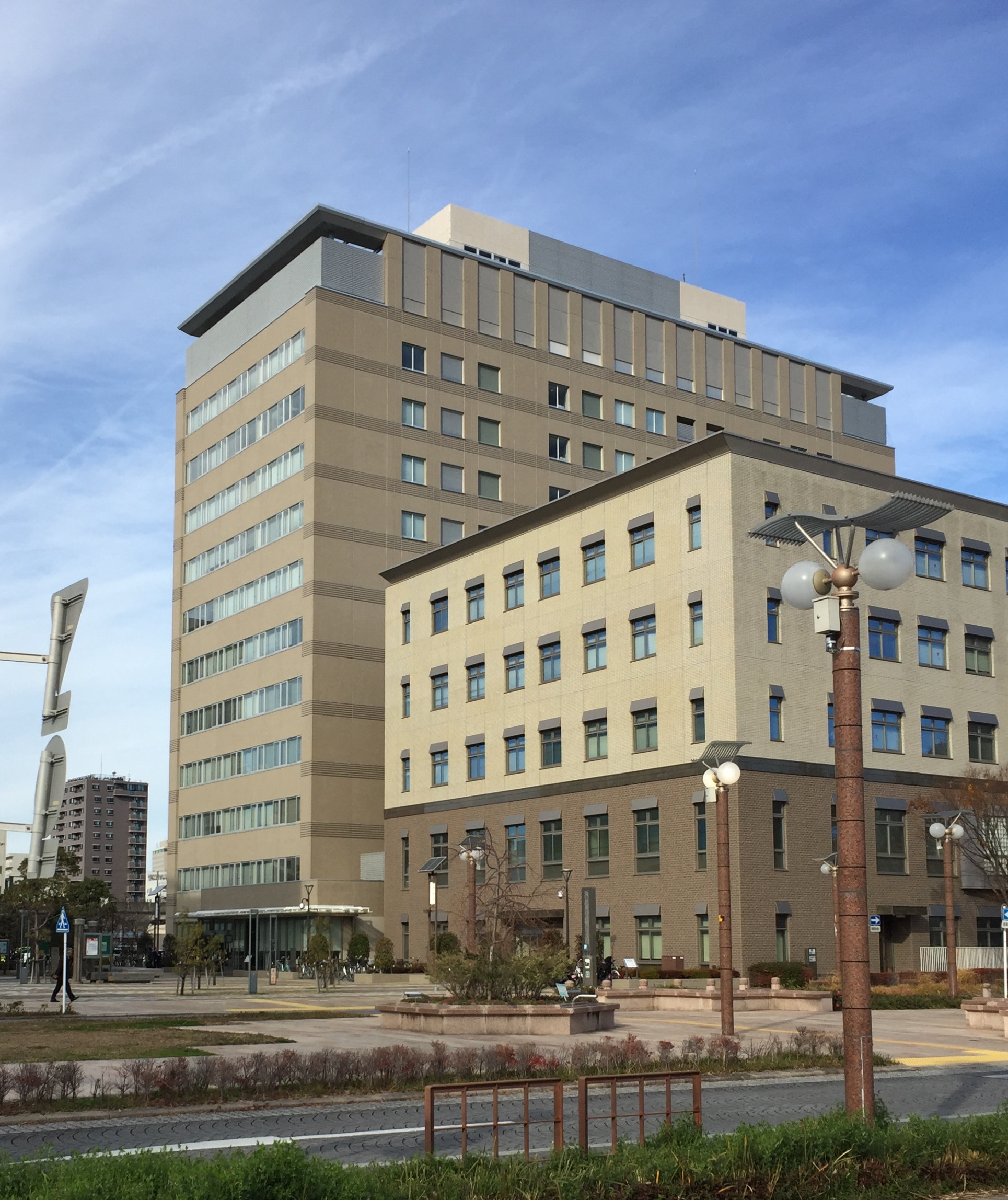
浜松合同庁舎

- 浜松合同庁舎 （中央一丁目）

### 財務省
国税庁
- 浜松東税務署 （砂山町）
- 浜松西税務署 （中央一丁目、浜松合同庁舎内）

### 裁判所
- 静岡地方裁判所浜松支部 （中央一丁目）
- 静岡家庭裁判所浜松支部 （中央一丁目）
- 浜松簡易裁判所 （中央一丁目）

## 施設

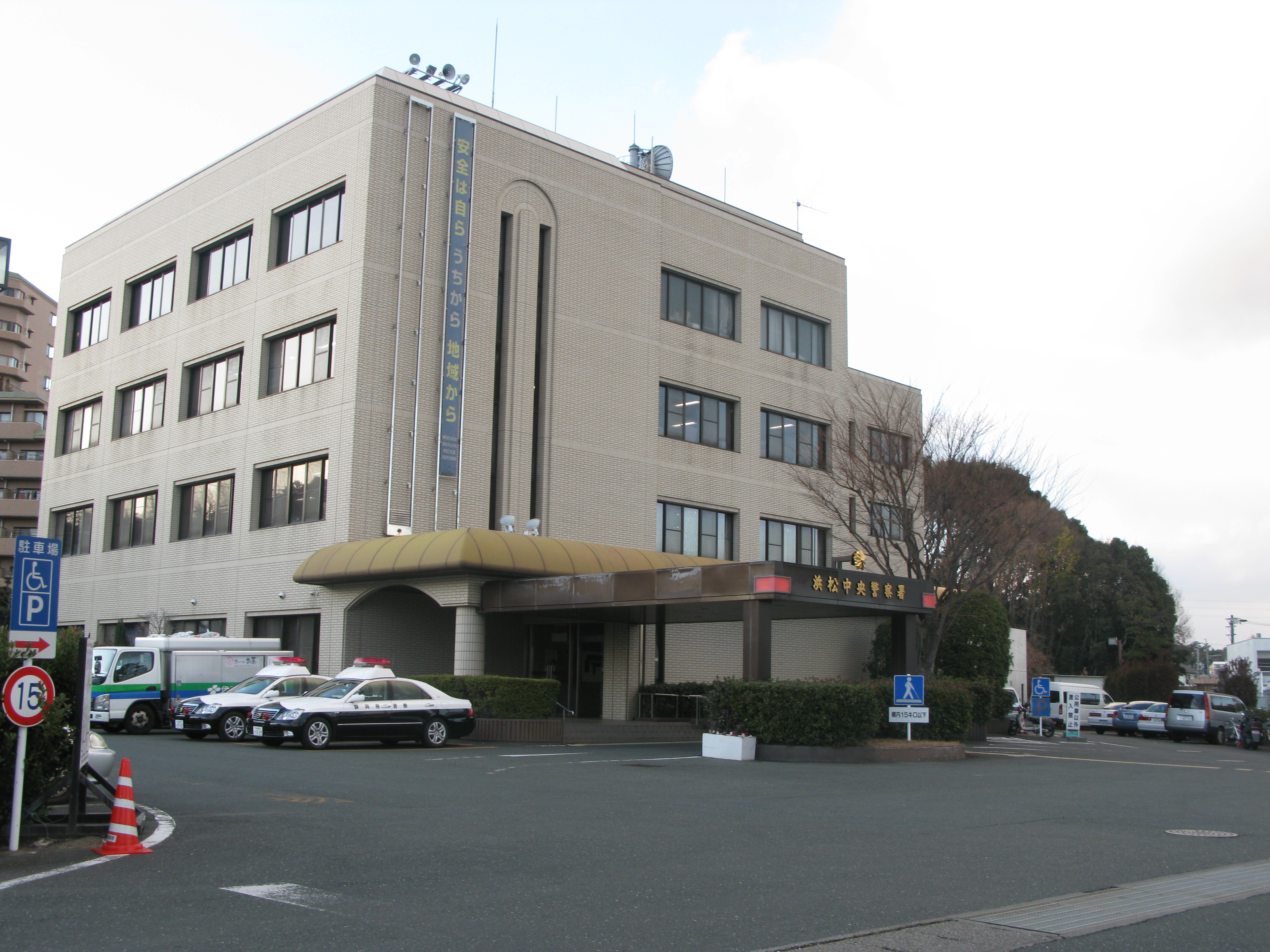
浜松中央警察署

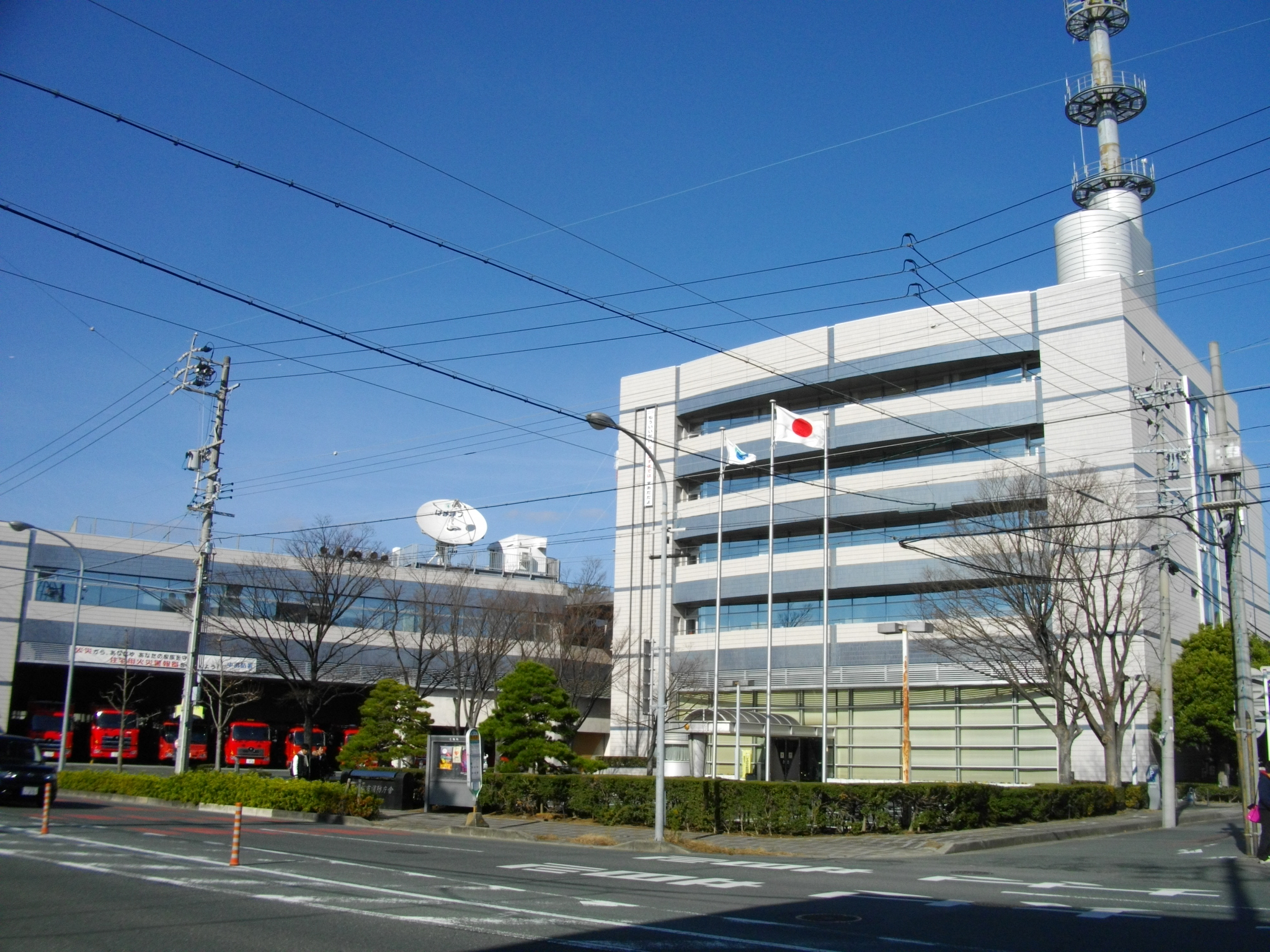
浜松市消防局

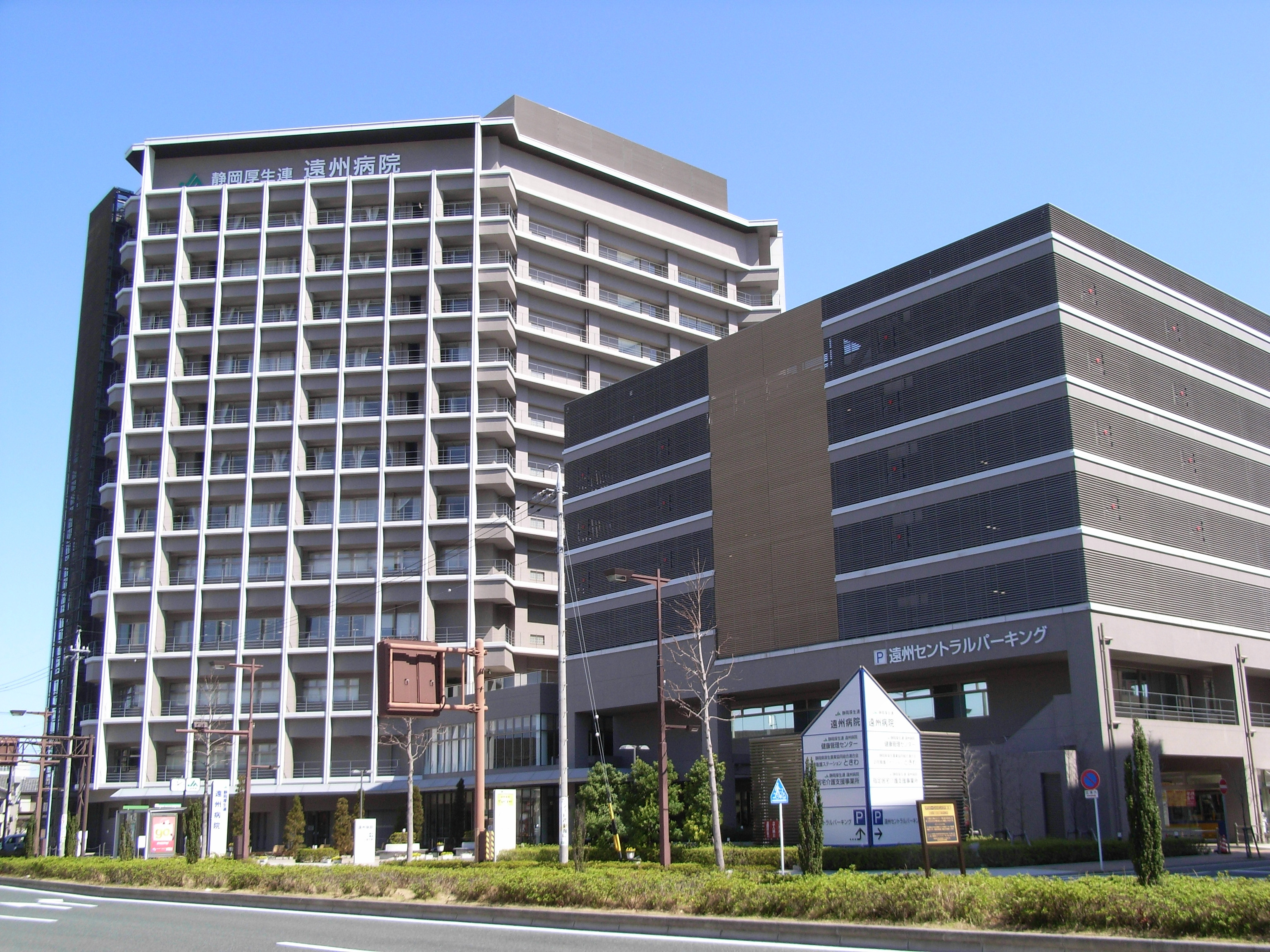
遠州病院

### 警察
警察署
- 浜松中央警察署 （住吉五丁目）
  - 葵高丘交番 （高丘西二丁目）
  - 駅南交番 （北寺島町）
  - 佐鳴台交番 （佐鳴台四丁目）
  - 城北交番 （城北二丁目）
  - 新川交番 （常磐町）
  - 富塚町交番 （富塚町）
  - 南部交番 （上浅田一丁目）
  - 浜松駅前交番 （旭町）
  - 浜松城公園前交番 （松城町）
  - 東伊場交番 （東伊場二丁目）
  - 曳馬交番 （上島一丁目）
  - 北部交番 （住吉三丁目）
  - 柳通交番 （助信町）
- 浜松東警察署 （相生町）
  - 名塚町交番 （名塚町）

### 消防
本部
- 浜松市消防局

消防署
- 浜松市中消防署 （下池川町）
  - 鴨江出張所 （鴨江二丁目）
  - 相生出張所 （相生町）
  - 高台出張所 （住吉三丁目）
  - 富塚出張所 （富塚町）
- 浜松市南消防署 （森田町）

### 医療施設
主な病院
- JA静岡厚生連 遠州病院 （中央一丁目）
- 浜松医療センター（富塚町）
- 社会福祉法人聖隷福祉事業団 総合病院聖隷浜松病院 （住吉二丁目）
- 医療法人社団新風会 丸山病院 （助信町）
- 医療法人社団あずま会 八幡の森クリニック （八幡町）

### 郵便
主な郵便局
集配等を行う郵便局のみを掲載する。
- 浜松郵便局 （旭町）
- 浜松西郵便局 （西伊場町）

### 図書館
- 浜松市立図書館
  - 中央図書館 （松城町）
    - 駅前分室 （旭町）

  - 城北図書館 （和地山二丁目）
  - 南図書館 （海老塚二丁目）
  - 西図書館 （西伊場町）
  - 北図書館 （葵東一丁目）

### 文化施設
博物館
- 浜松科学館 （北寺島町）
- 浜松市楽器博物館 （中央三丁目）
- 浜松市博物館 （蜆塚四丁目）

美術館
- 浜松市美術館 （松城町）

記念館
- 賀茂真淵記念館（東伊場一丁目）
- 木下惠介記念館 （鴨江町）
- 浜松市復興記念館 （利町）

交流施設
- 鴨江アートセンター （鴨江町）
- 浜松市勤労会館（Uホール） （城北一丁目）
- 浜松市文化コミュニティセンター（クリエイト浜松）（早馬町）
- 浜松市文芸館 （鹿谷町）
- 浜松市男女共同参画・文化芸術活動推進センター（あいホール） （幸三丁目）
- 浜松市福祉交流センター （成子町）
- 浜松市地域情報センター （中央一丁目）

劇場・映画館
- シネマイーラ
- シネマハウス新映

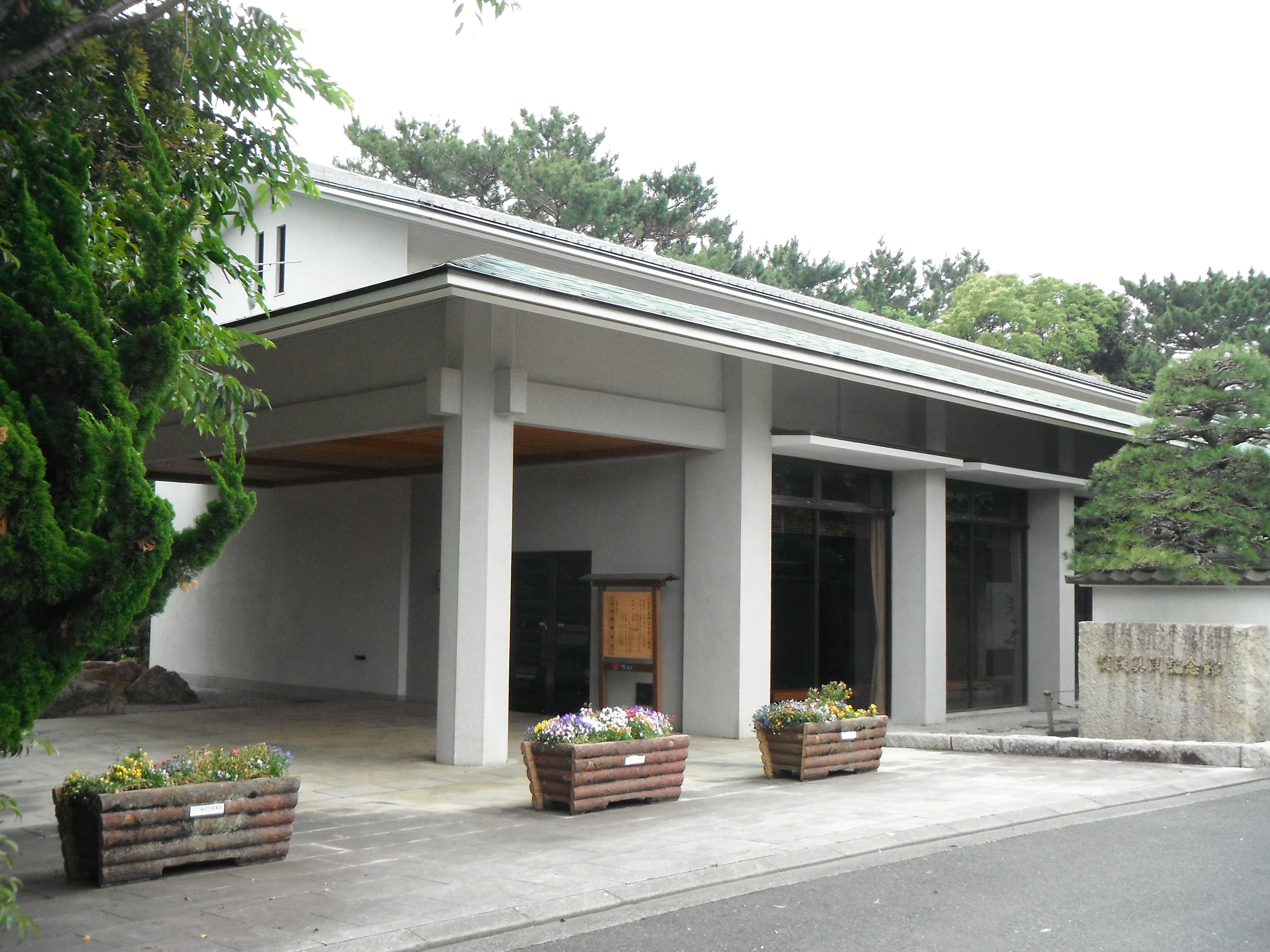
賀茂真淵記念館
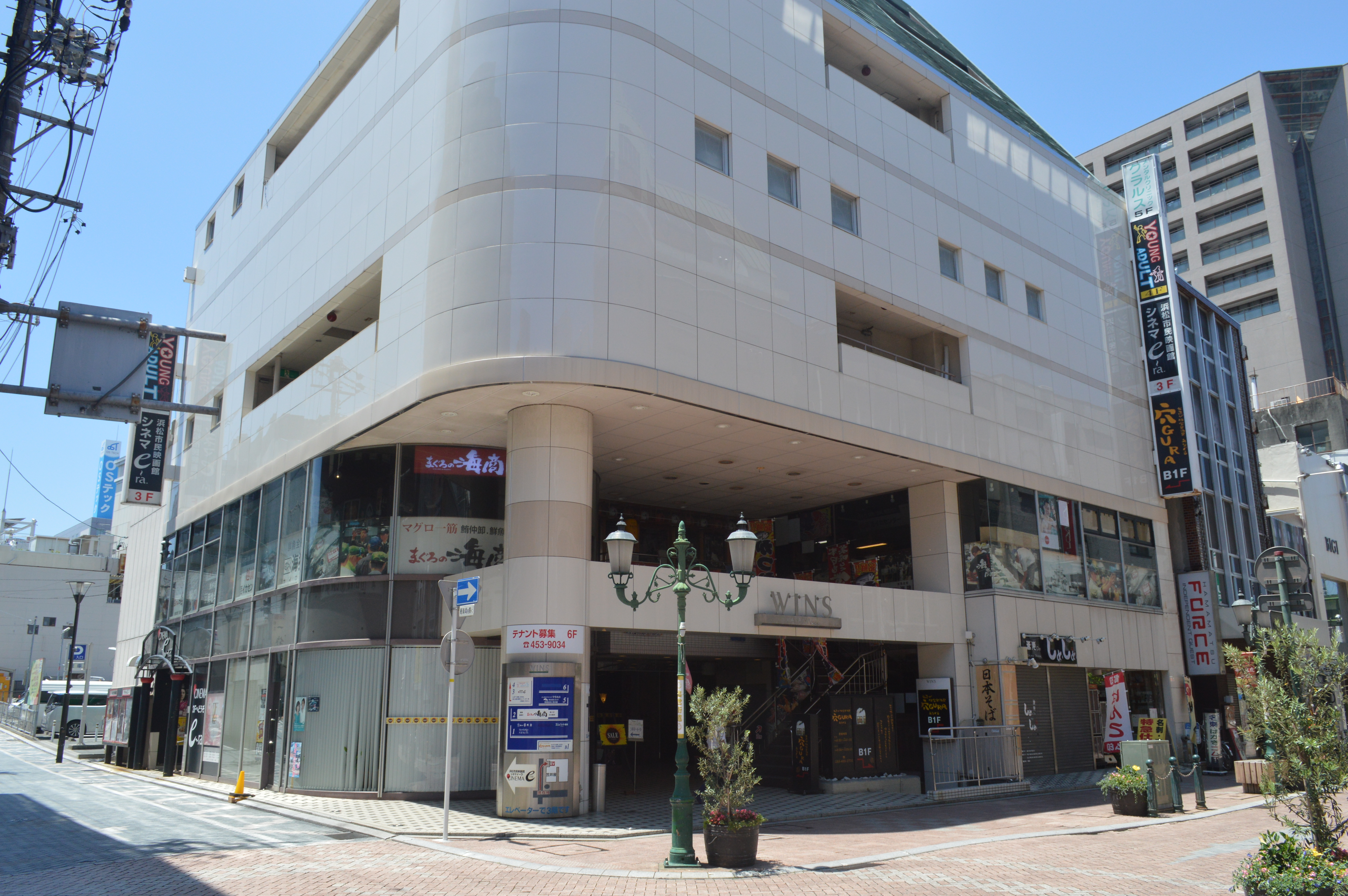
シネマイーラ
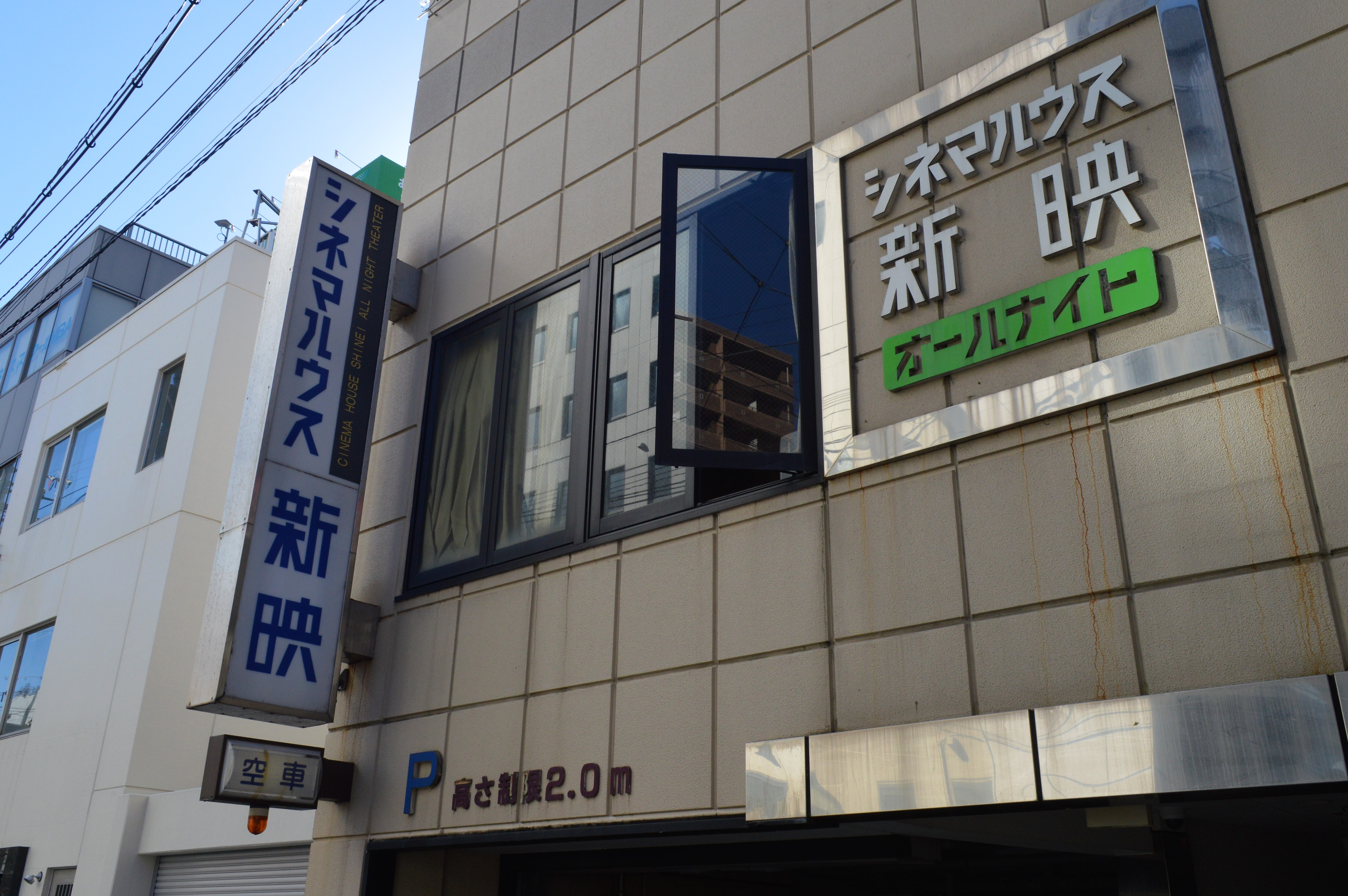
シネマハウス新映
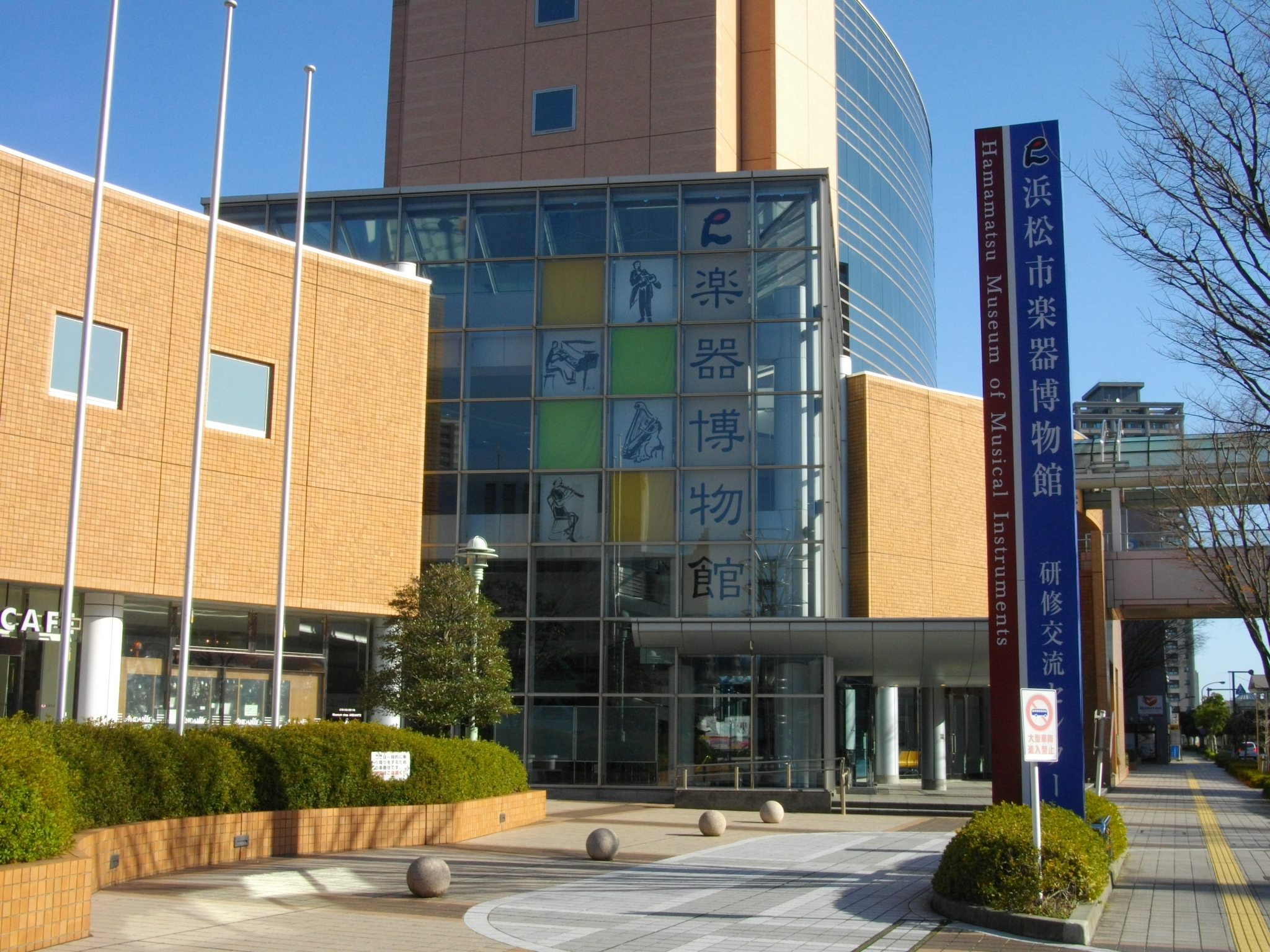
浜松市楽器博物館
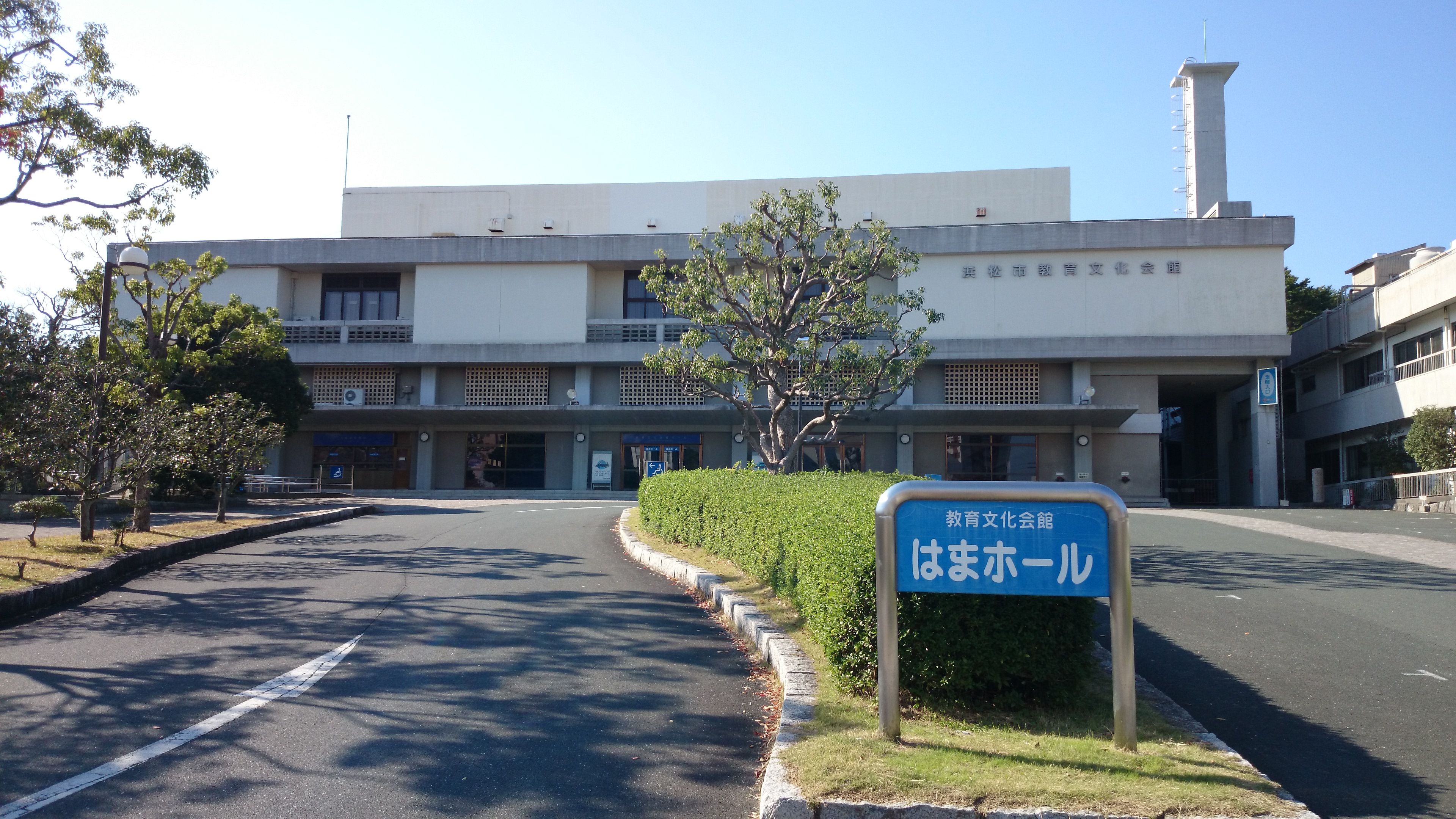
浜松市教育文化会館
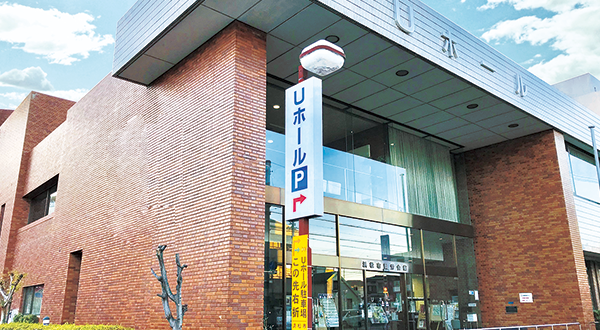
浜松市勤労会館
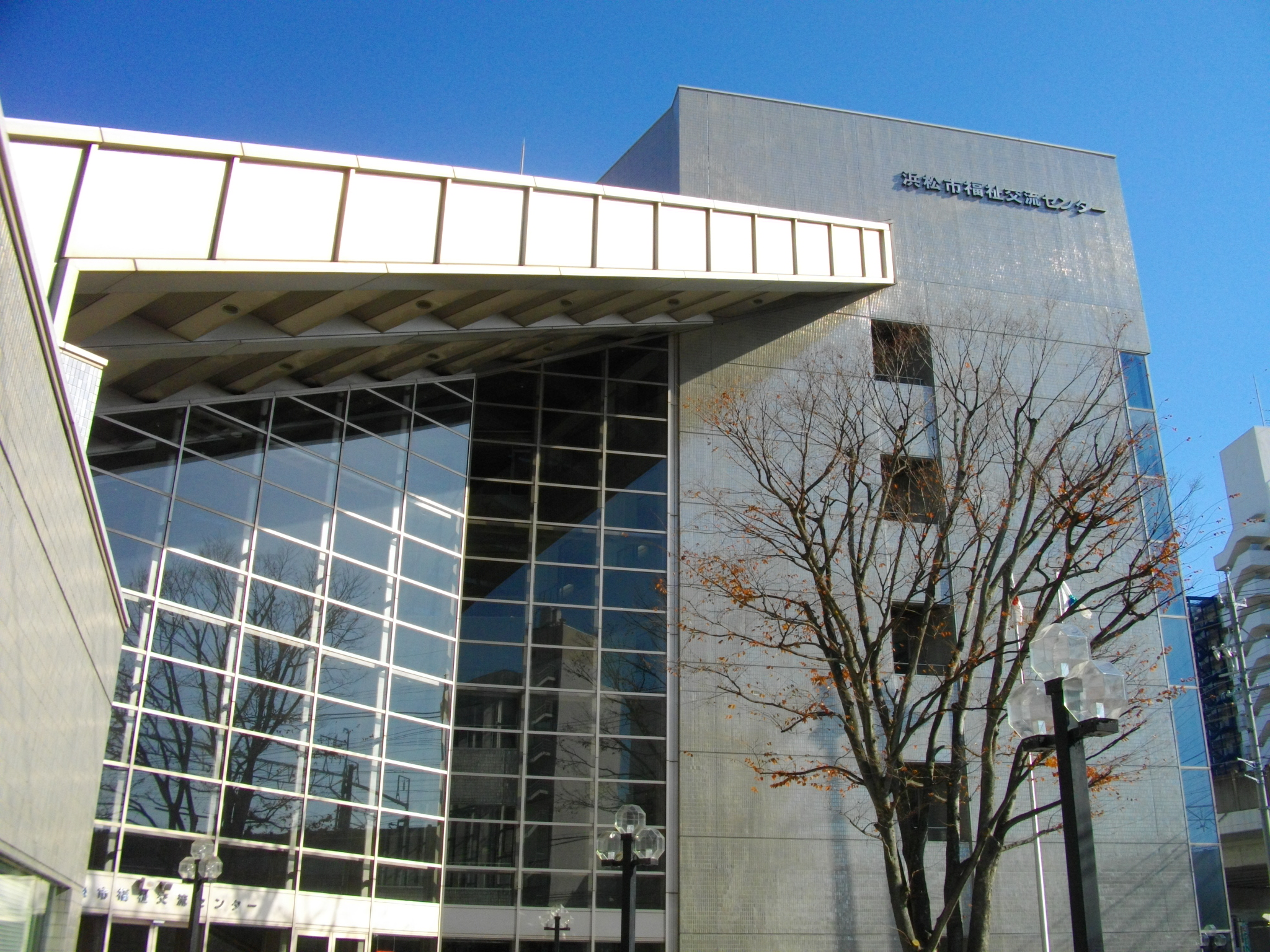
浜松市福祉文化会館
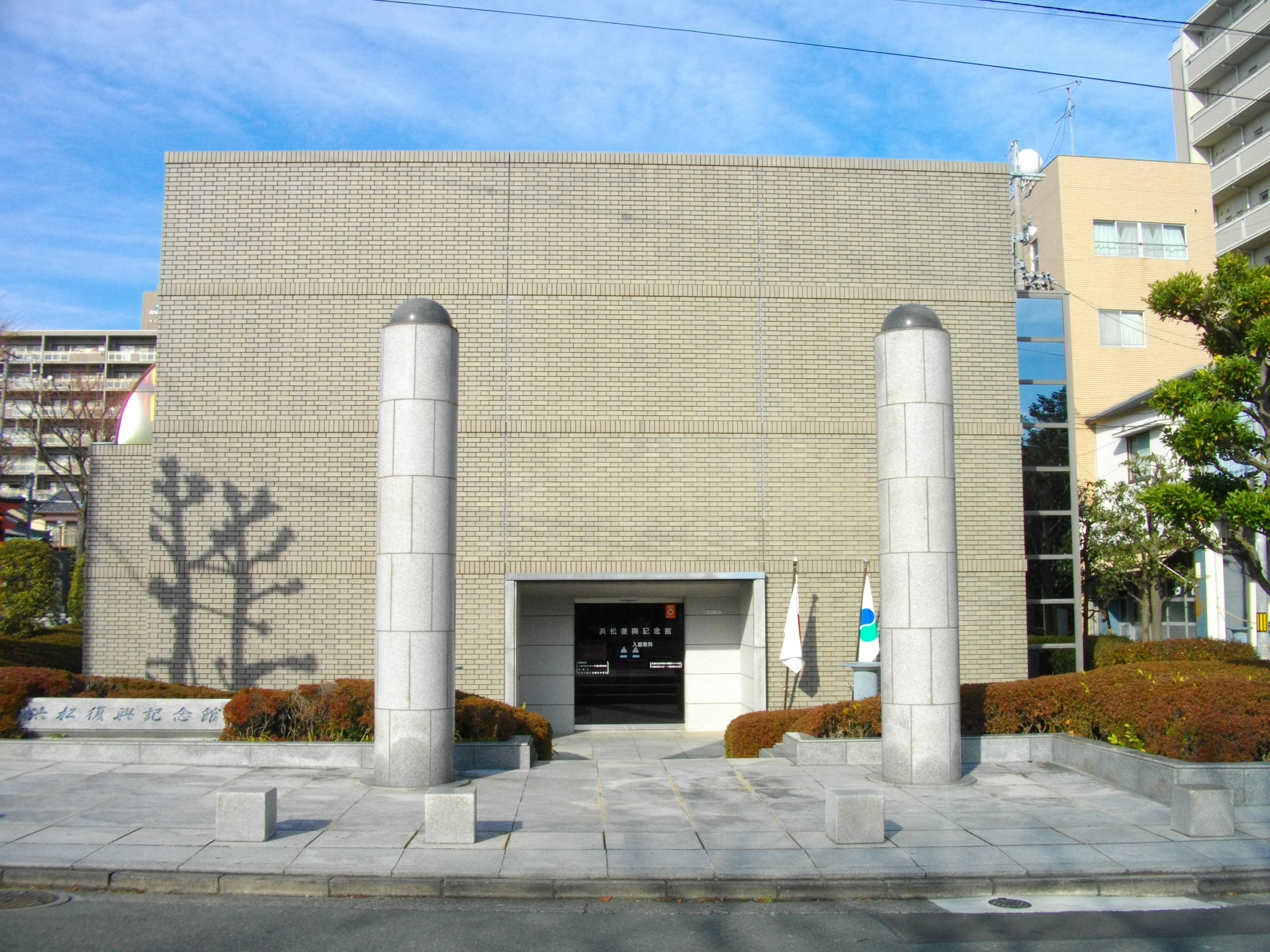
浜松市復興記念館
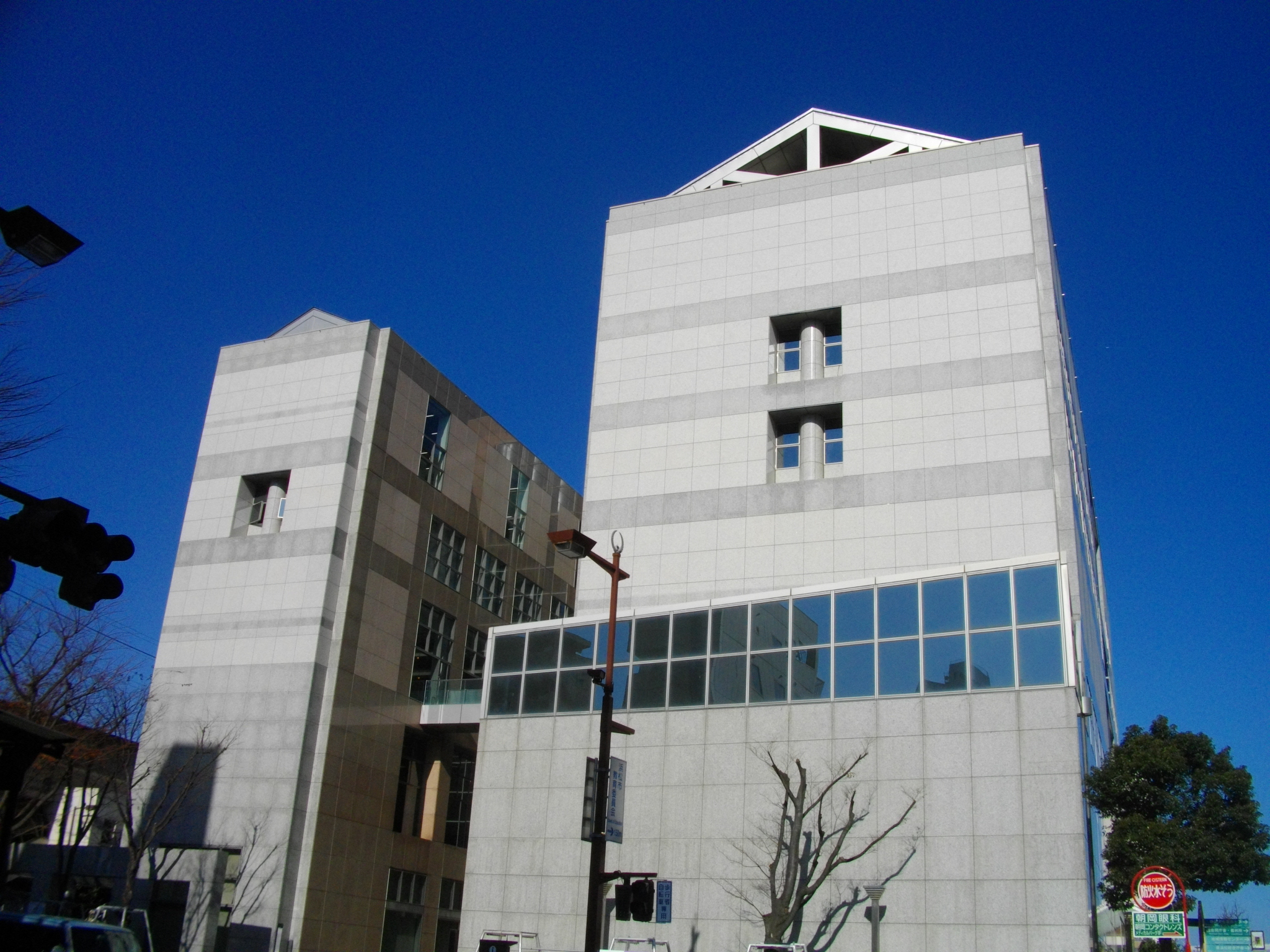
浜松市文化コミュニティセンター（クリエイト浜松）

### 運動施設
- 遠鉄スポーツクラブエスポ
- 花川運動公園
- 浜松オートレース場
- 浜松球場
- 浜松市武道館
- 浜松市北部水泳場
- 四ツ池公園陸上競技場

## 対外関係

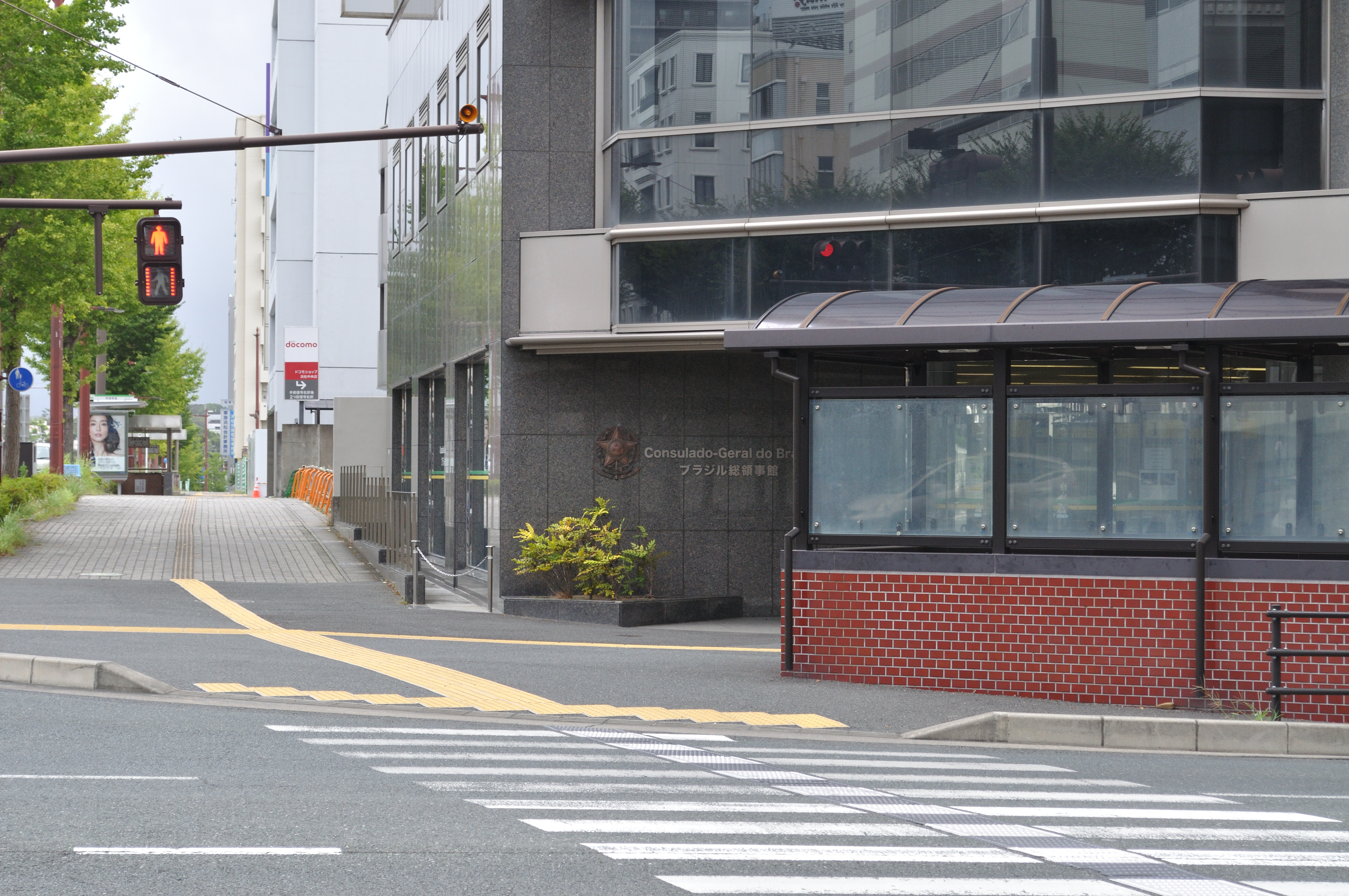
在浜松ブラジル総領事館

### 国際機関

#### 領事館
- 在浜松ブラジル総領事館

#### 外国公館・関連施設
- 労働者の家

## 経済

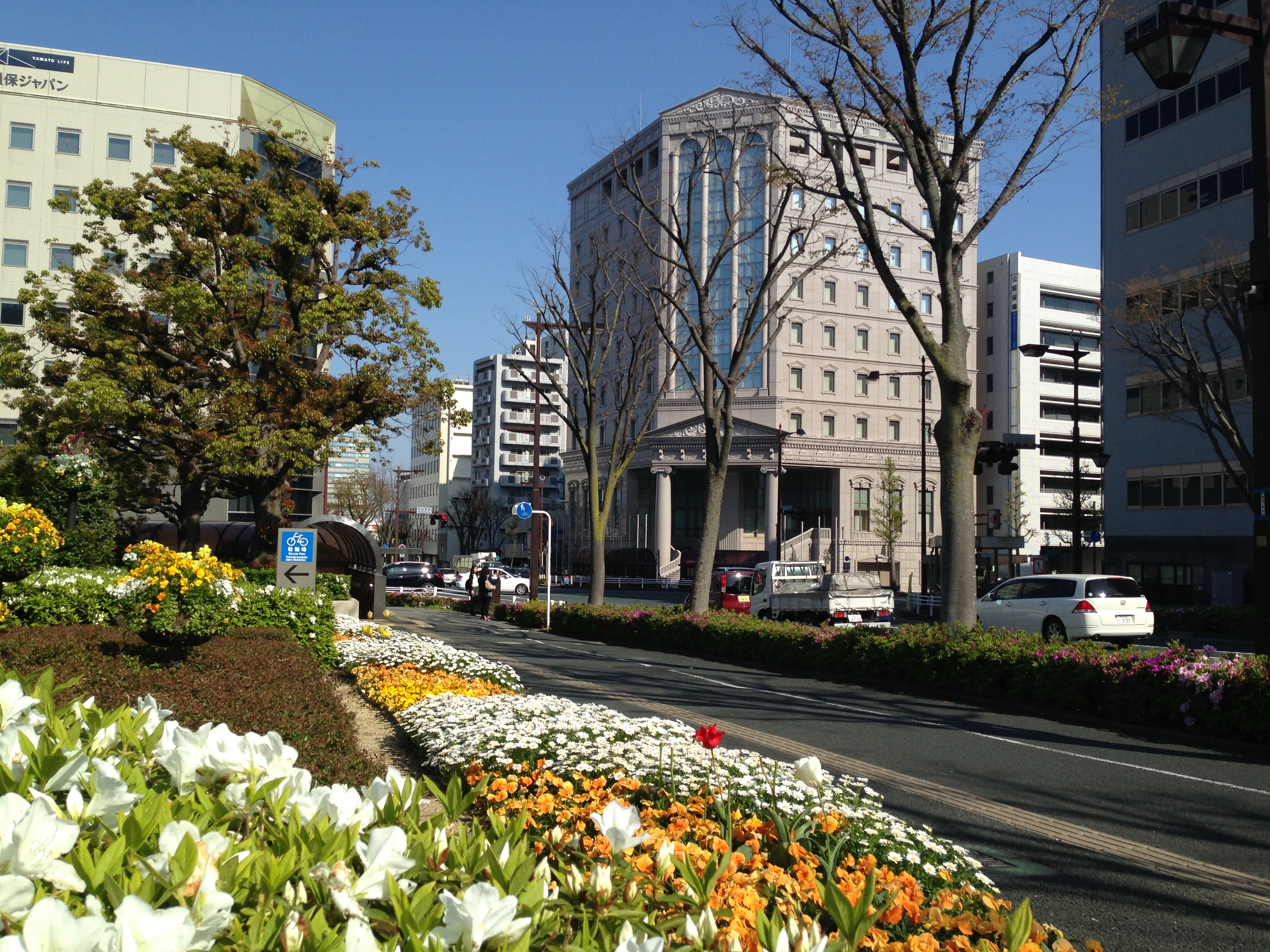
大手通

### 第三次産業

#### 商業
主な商業施設
- 遠鉄百貨店
- かじ町プラザ
- ザザシティ浜松
- メイワン
- MEGAドン・キホーテUNY浜松泉町店（旧ピアゴ浜松泉町店）

### 拠点を置く企業

#### 上場企業
東証一部
- ヤマハ（楽器、電子機器製造）
- 河合楽器製作所（楽器製造）
- 浜松ホトニクス（光電子デバイス製造・開発）
- スクロール（衣料等カタログ通販事業）
- 日本通運（運送業）

名証二部上場企業
- 大成株式会社 浜松支店

#### 非上場企業
- 鈴木楽器製作所（ハーモニカ・メロディオン製造）
- エンケイ（自動車部品製造）
- テイボー（マーキングペン先の製造）
- 春華堂（菓子製造。「うなぎパイ」など）
- 三立製菓 (菓子製造。「源氏パイ」など)
- 浜松磐田信用金庫（金融業）
- 遠州信用金庫（金融業）
- 静岡エフエム放送（愛称：K-mix　FMラジオ放送）
- 遠州鉄道（鉄道、バス、不動産事業、百貨店事業）
- 松井（運送業）
- NX商事（商社）
- 東海トラベル（旅行業）
- 炭焼きレストランさわやか（飲食業　げんこつハンバーグなど）

## 情報・通信

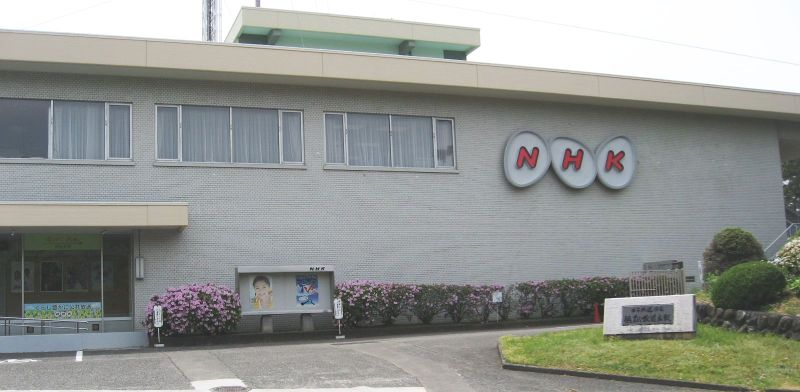
NHK浜松支局

### マスメディア

#### 放送局
テレビ放送
- NHK浜松支局
- 浜松ケーブルテレビ

ラジオ放送

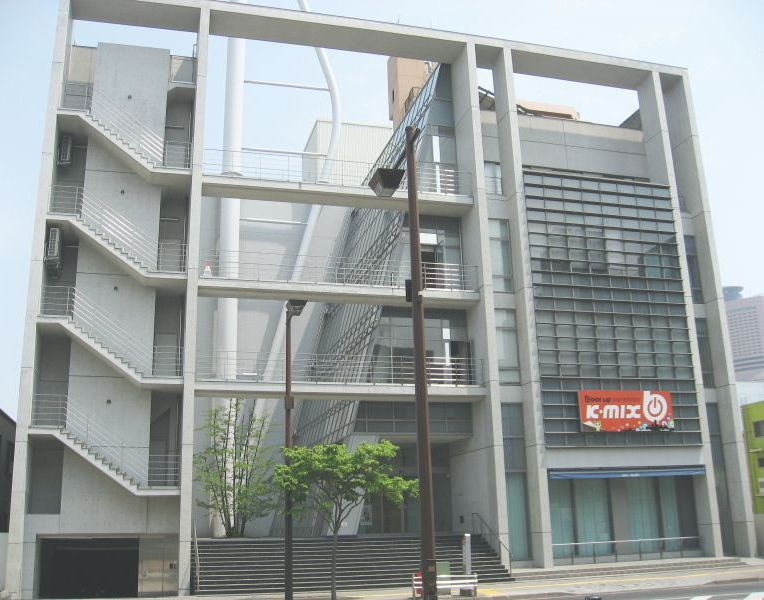
静岡エフエム放送
- 浜松エフエム放送

- 静岡エフエム放送

#### 中継局
- 浜松中継局

## 生活基盤

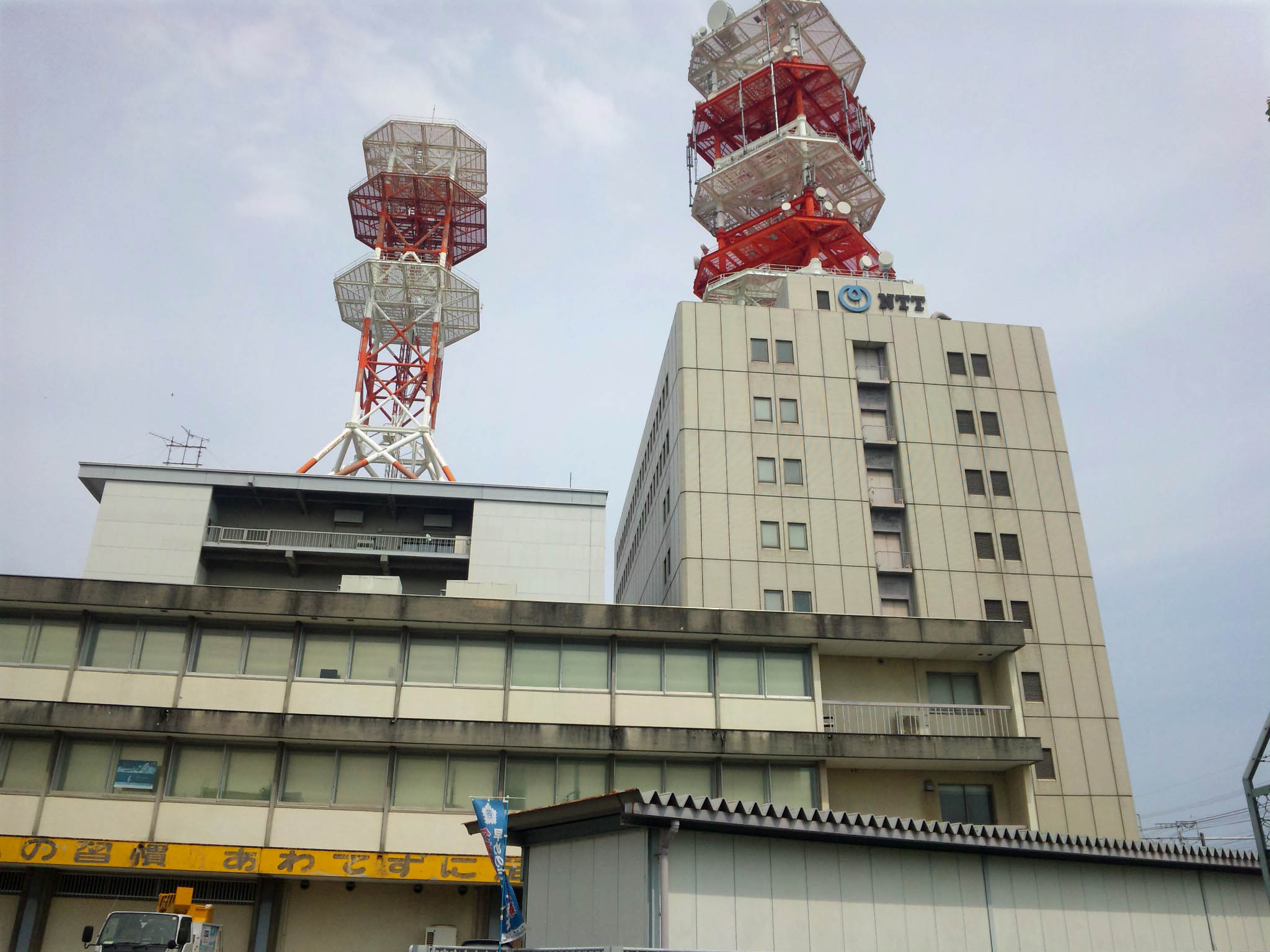
NTT西日本浜松電話局

### ライフライン

#### 電力
- 中部電力パワーグリッド

#### ガス
- サーラエナジー

#### 上下水道
- 浜松市上下水道部

#### 電信
- NTT西日本浜松電話局

## 教育

### 大学
国立
- 静岡大学 （城北三丁目）

公立
- 静岡文化芸術大学 （中央二丁目）

私立
- 浜松学院大学 （布橋三丁目・住吉二丁目）

### 専門学校
公立
- 浜松市立看護専門学校

私立
- 国際観光専門学校浜松校
- 国際医療管理専門学校浜松校
- デザインテクノロジー専門学校（高等課程併設）
- 静岡県西部理容美容専門学校
- 白百合洋裁専修学校

- 東海調理製菓専門学校
- 東海工科専門学校
- 浜松医療福祉専門学校
- ニュースタイル専修学校
- 大原簿記情報医療専門学校浜松校

- 大原トラベル・ホテル・ブライダル専門学校浜松校
- 大原法律公務員専門学校浜松校
- 浜松歯科衛生士専門学校
- 浜松情報専門学校

- 専門学校浜松デザインカレッジ
- 浜松調理菓子専門学校
- 浜松日建工科専門学校
- 専門学校ルネサンス・デザインアカデミー
- 専門学校ルネサンス・ペット・アカデミー

### 高等専修学校
- 浜松医師会看護高等専修学校

### 高等学校
- 静岡県立浜松北高等学校
- 静岡県立浜松西高等学校
- 静岡県立浜松商業高等学校
- 静岡県立浜松城北工業高等学校
- 浜松市立高等学校
- 静岡県西遠女子学園高等学校
- 浜松聖星高等学校
- 浜松学院高等学校
- 浜松学芸高等学校
- 浜松開誠館高等学校
- 浜松修学舎高等学校

### 中学校
- 浜松市立西部中学校
- 浜松市立南部中学校
- 浜松市立北部中学校
- 浜松市立中部中学校
- 浜松市立八幡中学校
- 浜松市立曳馬中学校
- 浜松市立江西中学校
- 浜松市立蜆塚中学校
- 浜松市立高台中学校
- 浜松市立開成中学校
- 浜松市立佐鳴台中学校
- 浜松市立富塚中学校
- 静岡大学教育学部附属浜松中学校
- 静岡県立浜松西高等学校中等部
- 静岡県西遠女子学園中学校
- 浜松開誠館中学校
- 浜松学院中学校
- 浜松学芸中学校
- 浜松修学舎中学校

### 小学校
- 浜松市立西小学校
- 浜松市立東小学校
- 浜松市立県居小学校
- 浜松市立相生小学校
- 浜松市立竜禅寺小学校
- 浜松市立追分小学校
- 浜松市立佐藤小学校
- 浜松市立広沢小学校
- 浜松市立曳馬小学校
- 浜松市立萩丘小学校
- 浜松市立富塚小学校
- 浜松市立浅間小学校
- 浜松市立上島小学校
- 浜松市立鴨江小学校
- 浜松市立船越小学校
- 浜松市立城北小学校
- 浜松市立花川小学校
- 浜松市立葵が丘小学校
- 浜松市立泉小学校
- 浜松市立佐鳴台小学校
- 浜松市立瑞穂小学校
- 浜松市立富塚西小学校
- 浜松市立葵西小学校
- 浜松市立双葉小学校
- 浜松市立中部小学校
- 静岡大学教育学部附属浜松小学校

### 幼稚園
- 浜松市立花川幼稚園
- 松城幼稚園
- 浜松海の星幼稚園
- 日本文教幼稚園
- 鴨江幼稚園
- 追分幼稚園
- 佐鳴台入野幼稚園
- 平成幼稚園
- 朝田幼稚園
- 城北幼稚園
- 青葉幼稚園
- 浜松葵幼稚園
- 浜松学院大学附属幼稚園
- 緑ヶ丘幼稚園
- 萩丘幼稚園
- 成子幼稚園
- 富塚幼稚園
- 佐藤幼稚園
- 普済寺幼稚園
- 蜆塚幼稚園
- あけぼの幼稚園
- 上島幼稚園
- 早出幼稚園
- 駅南幼稚園

### 特別支援学校
県立
- 静岡県立浜松視覚特別支援学校
- 静岡県立浜松聴覚特別支援学校
- 静岡県立浜松特別支援学校城北分校

### 自動車学校
- 静岡県自動車学校浜松校
- 上池自動車学校

### 学校教育以外の施設

#### 認定こども園（幼保連携型）
- れんげこども園
- 和合こども園
- 小豆餅ゆすらうめこども園
- 相生こども園
- 上池さくらこども園
- 聖隷こども園めぐみ
- なかよし第2こども園
- 瑞雲こども園
- みそらこども園
- ひくまこども園
- なかざわこども園
- たかい丘こども園
- 浜松中央こども園
- 音の森こども園
- 天林寺こども園
- まつばこども園
- 花園こども園
- 遊歩の丘にしおかこども園

#### 保育所
（認可保育所のみ掲載）
- 浜松市立南保育園
- 浜松市立花川保育園
- 浜松市立西保育園
- 浜松市立寺島保育園
- 浜松市立佐鳴台保育園
- 浜松市立権現谷保育園
- 浜松市立鴨江保育園
- 浜松市立江西保育園
- みみ・あんふぁんしゅしゅ
- まつのき保育園
- チャイルドスクエア浜松花川
- 中央ながかみ保育園
- なのはな保育園
- 葵ヶ丘保育園
- ルンビニープレスクール
- ヘリオスプレスクール
- 愛恵保育園
- 天使園子どもの家
- こばと保育園
- ロイコスプレスクール

## 交通

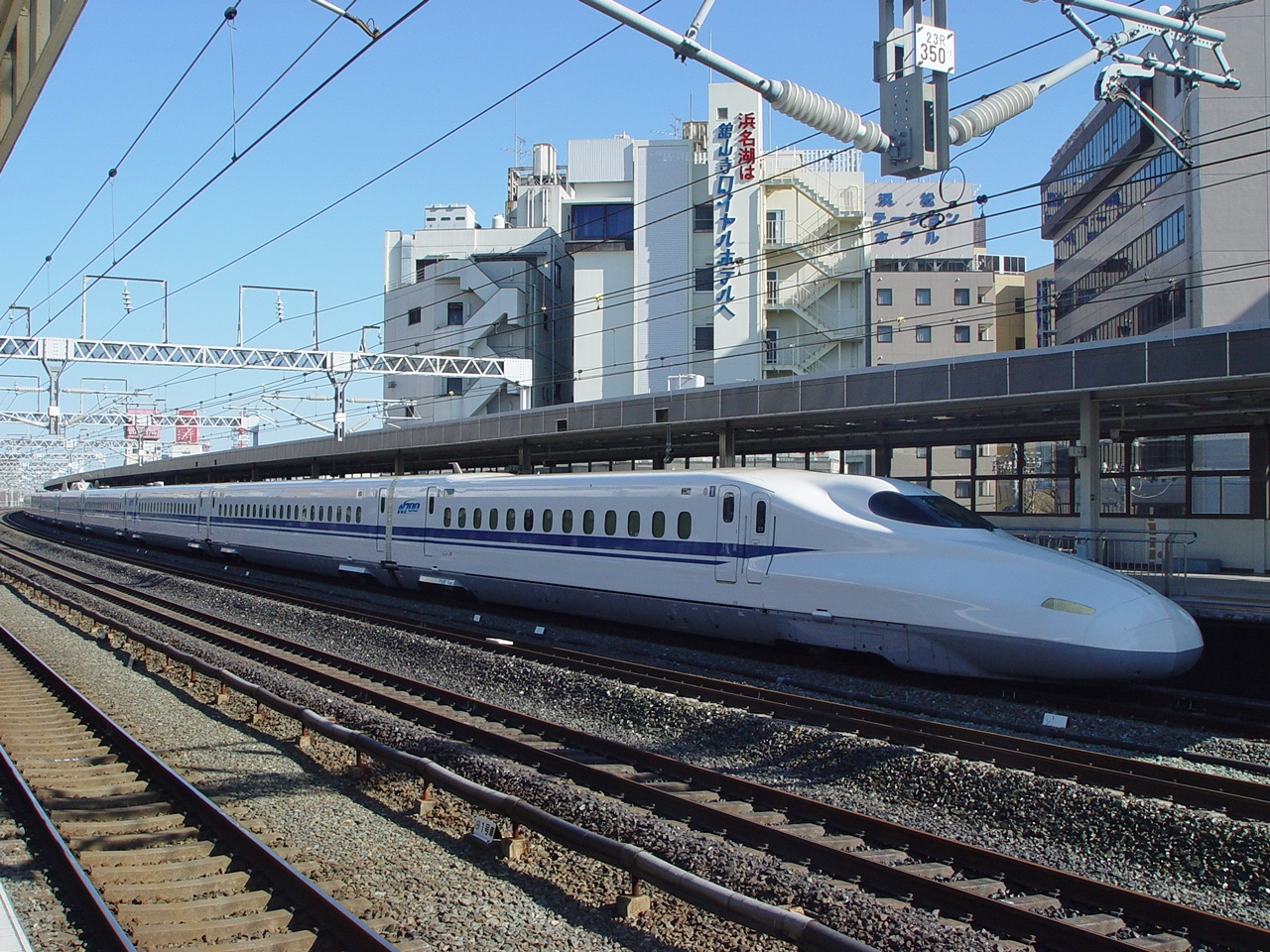
東海道新幹線

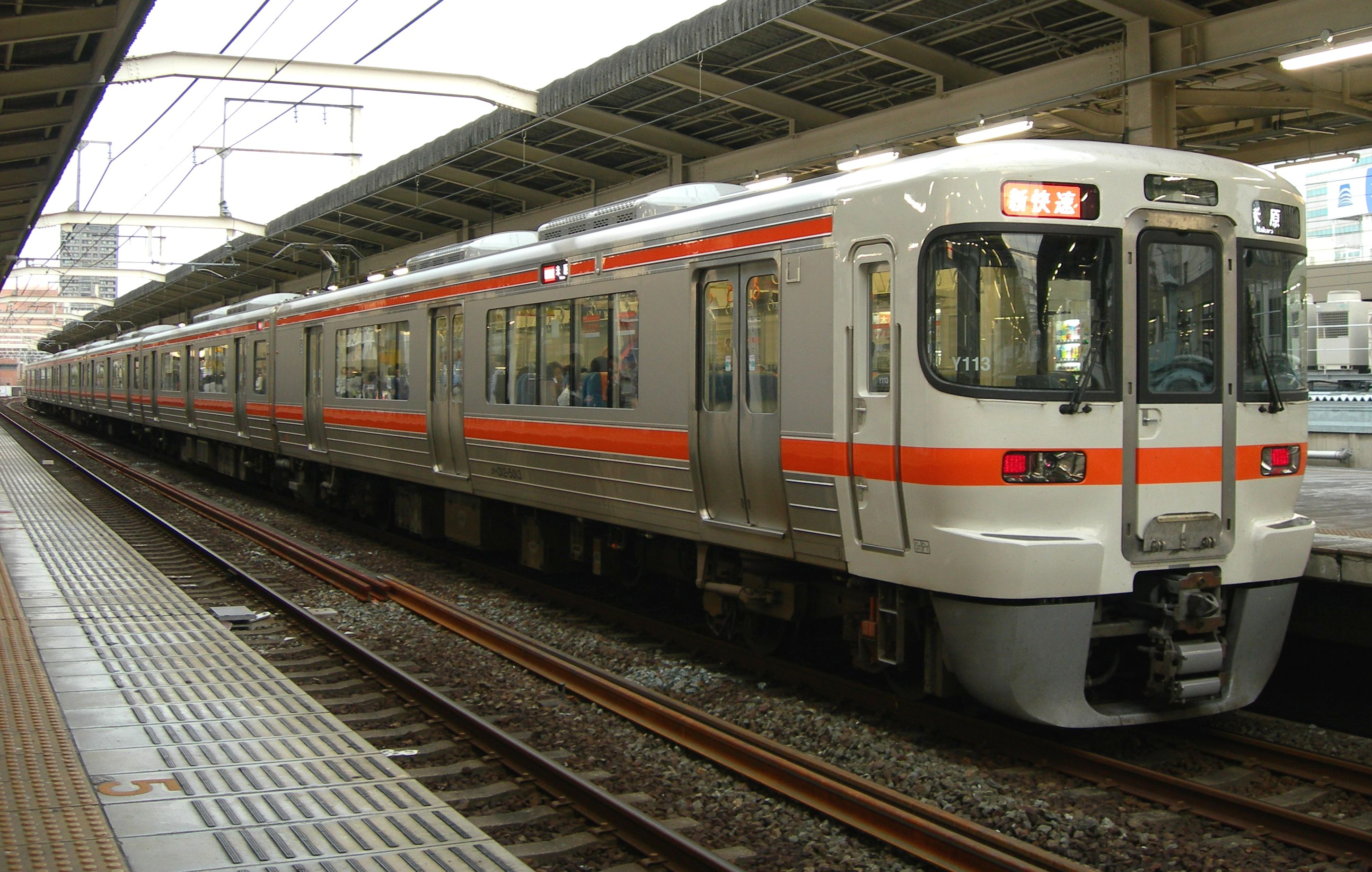
東海道本線

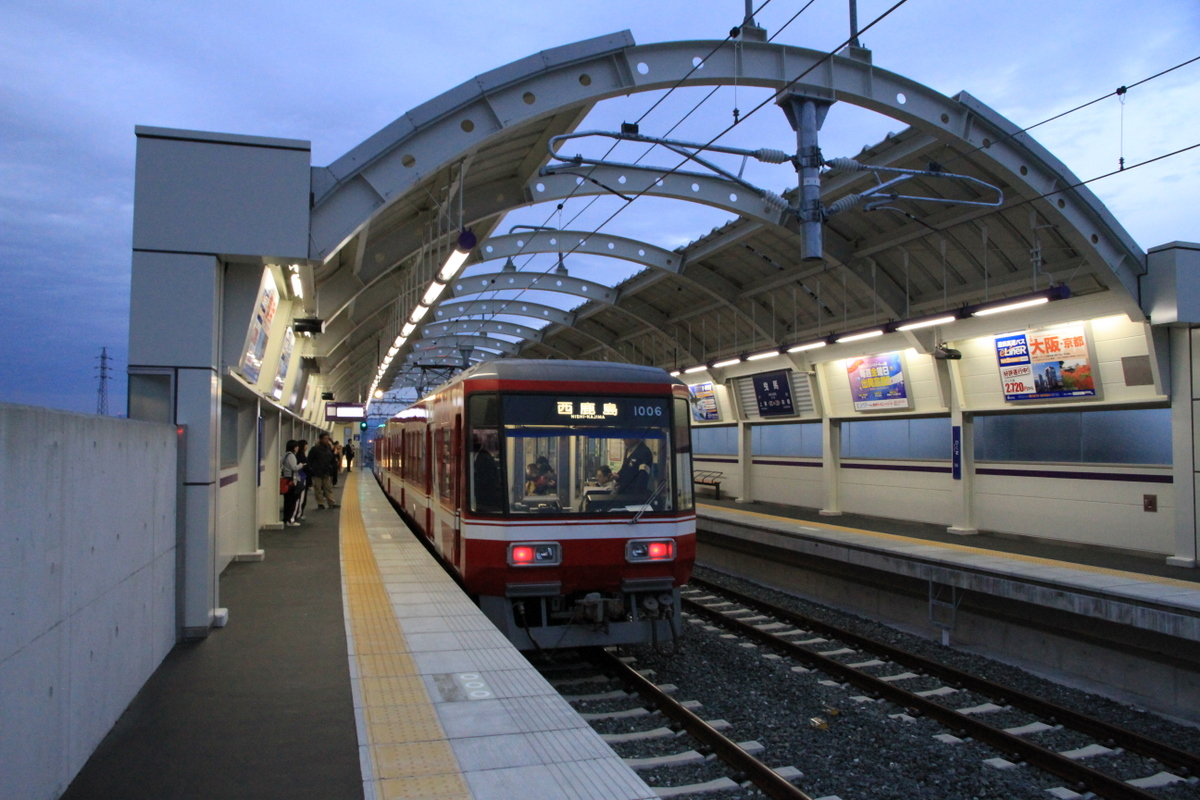
遠州鉄道

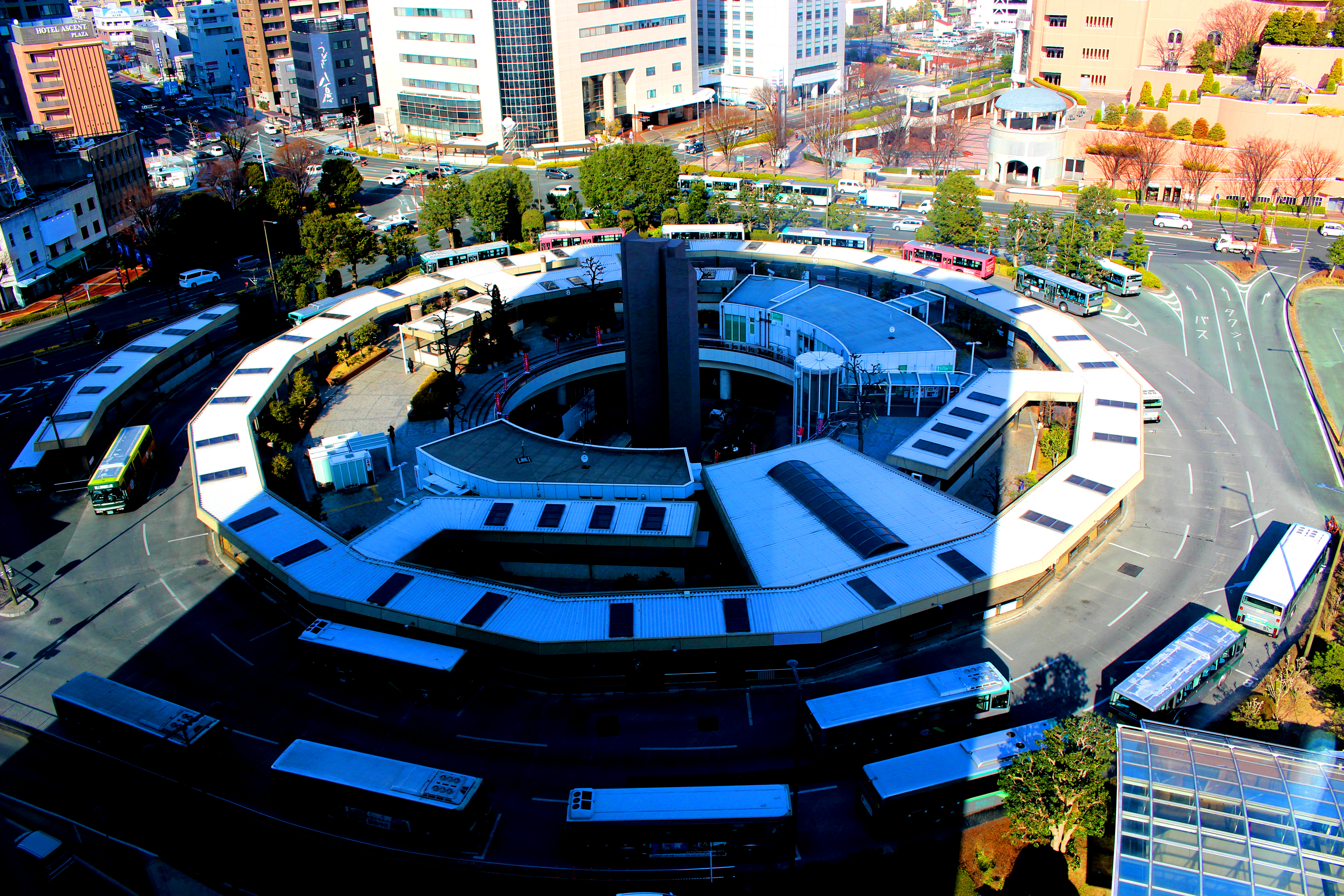
浜松バスターミナル

### 鉄道
区内の駅はすべて高架線となっている。JR東海浜松工場への引き込み線を除き踏切は存在しない。

#### 鉄道路線
東海旅客鉄道（JR東海）
- 東海道新幹線：- 浜松駅 -
- 東海道本線：- 浜松駅 -

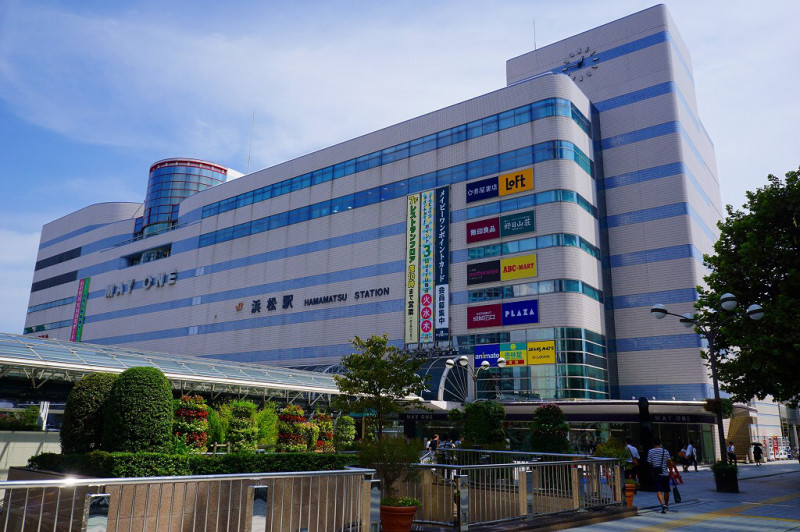
浜松駅北口

遠州鉄道
- 鉄道線：新浜松駅 - 第一通り駅 - 遠州病院駅 - 八幡駅 - 助信駅 - 曳馬駅 - 上島駅  -

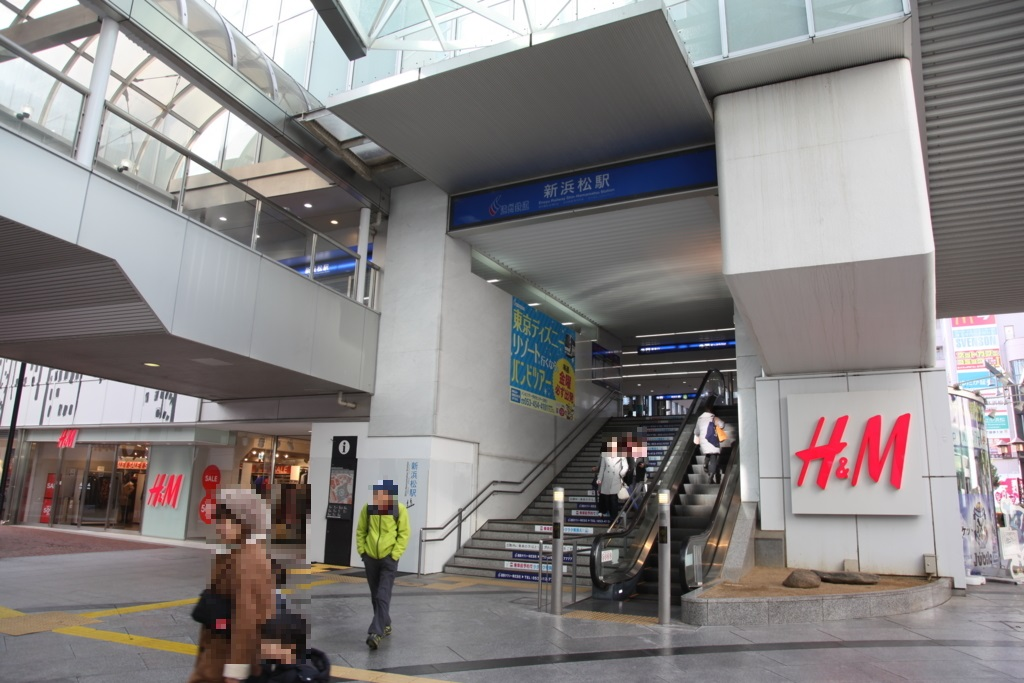
新浜松駅
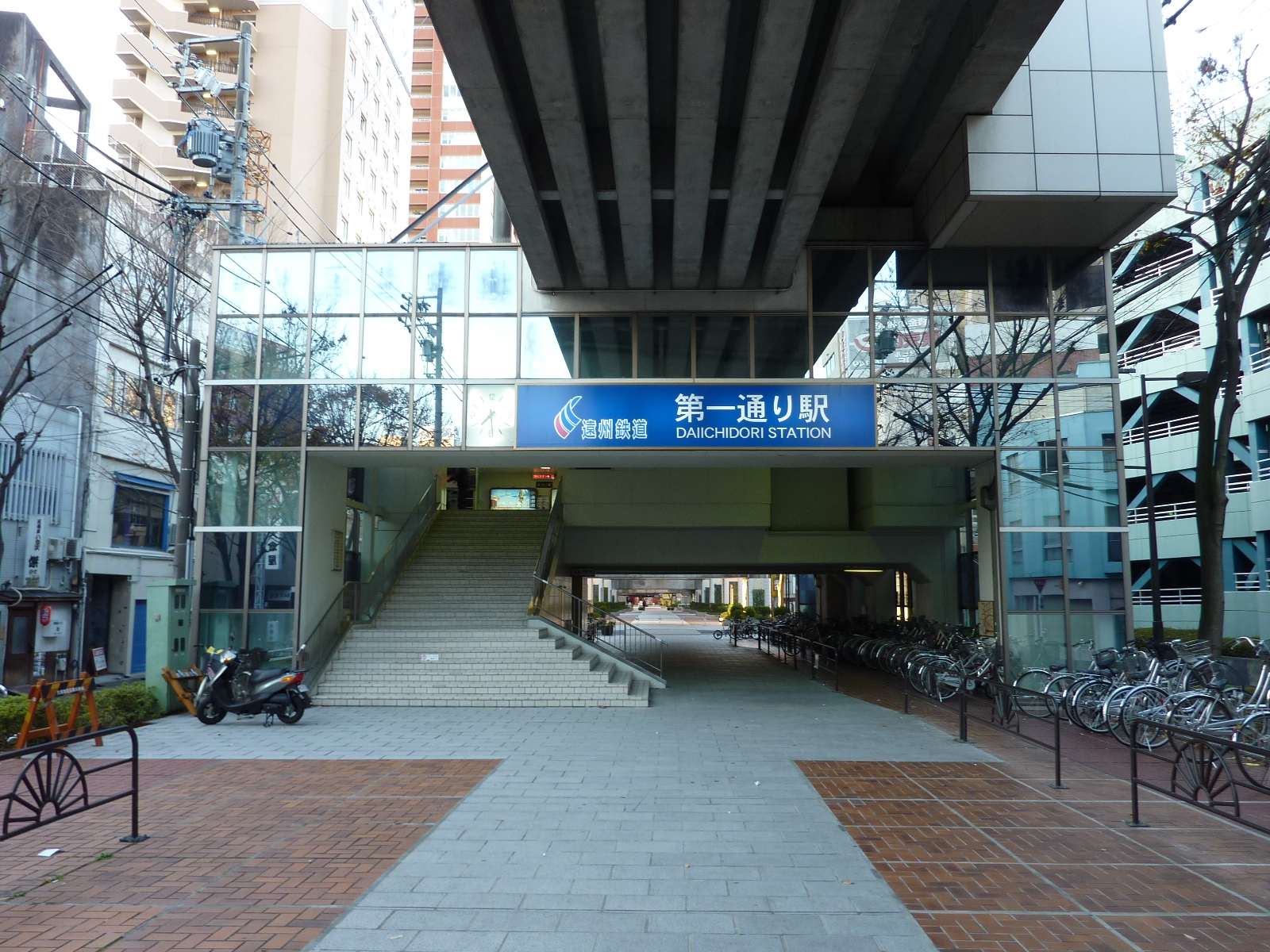
第一通り駅
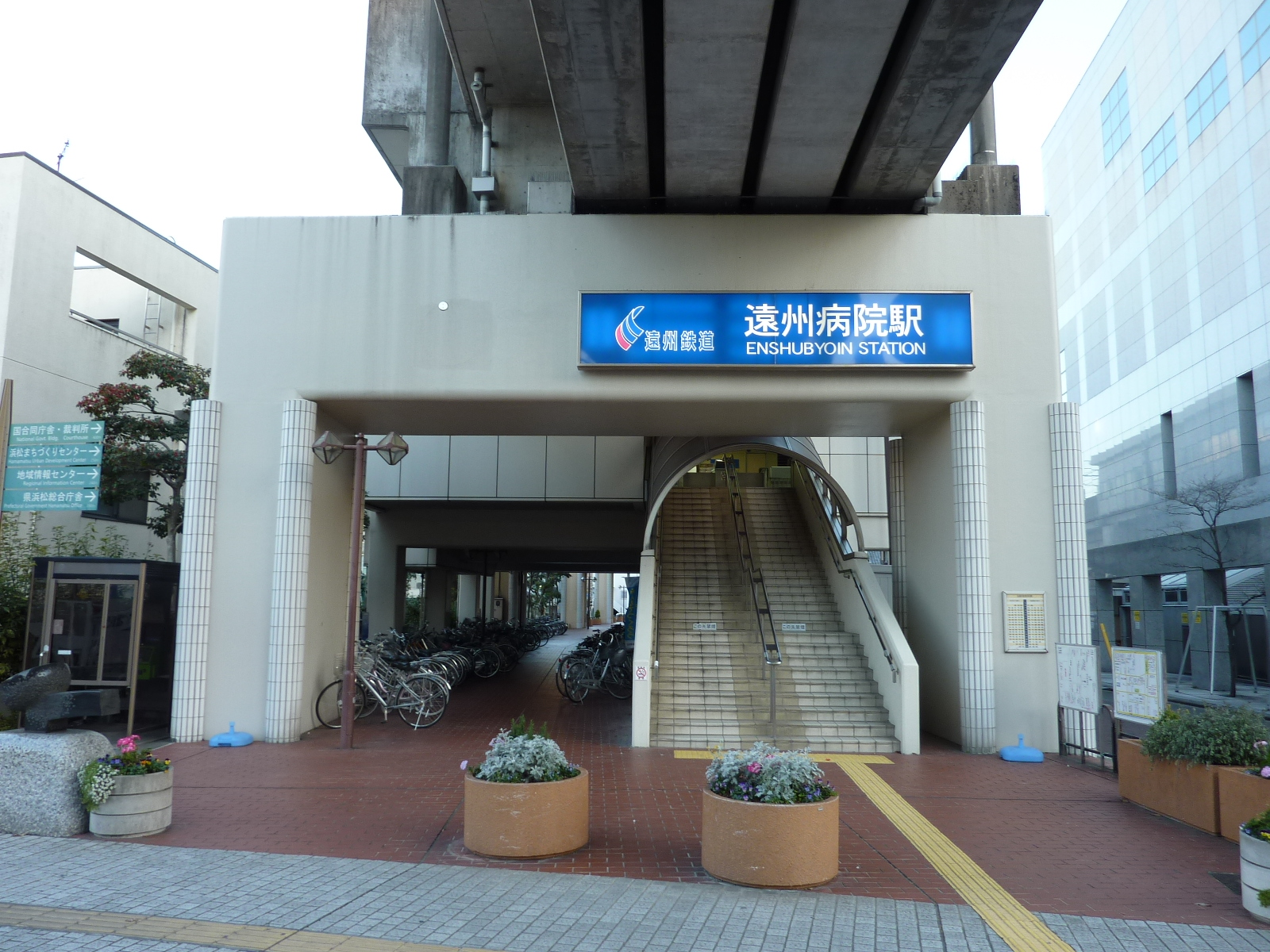
遠州病院駅
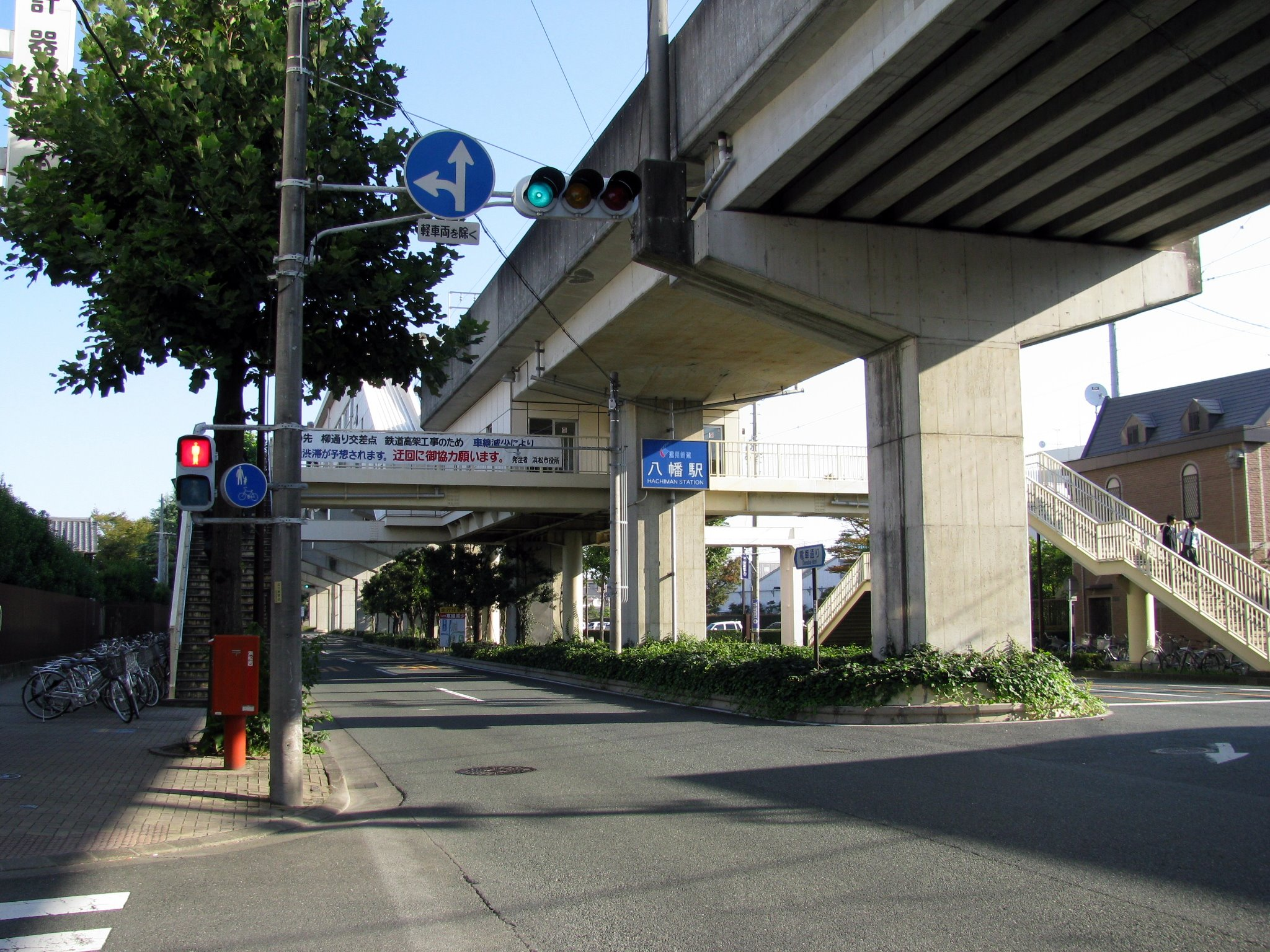
八幡駅
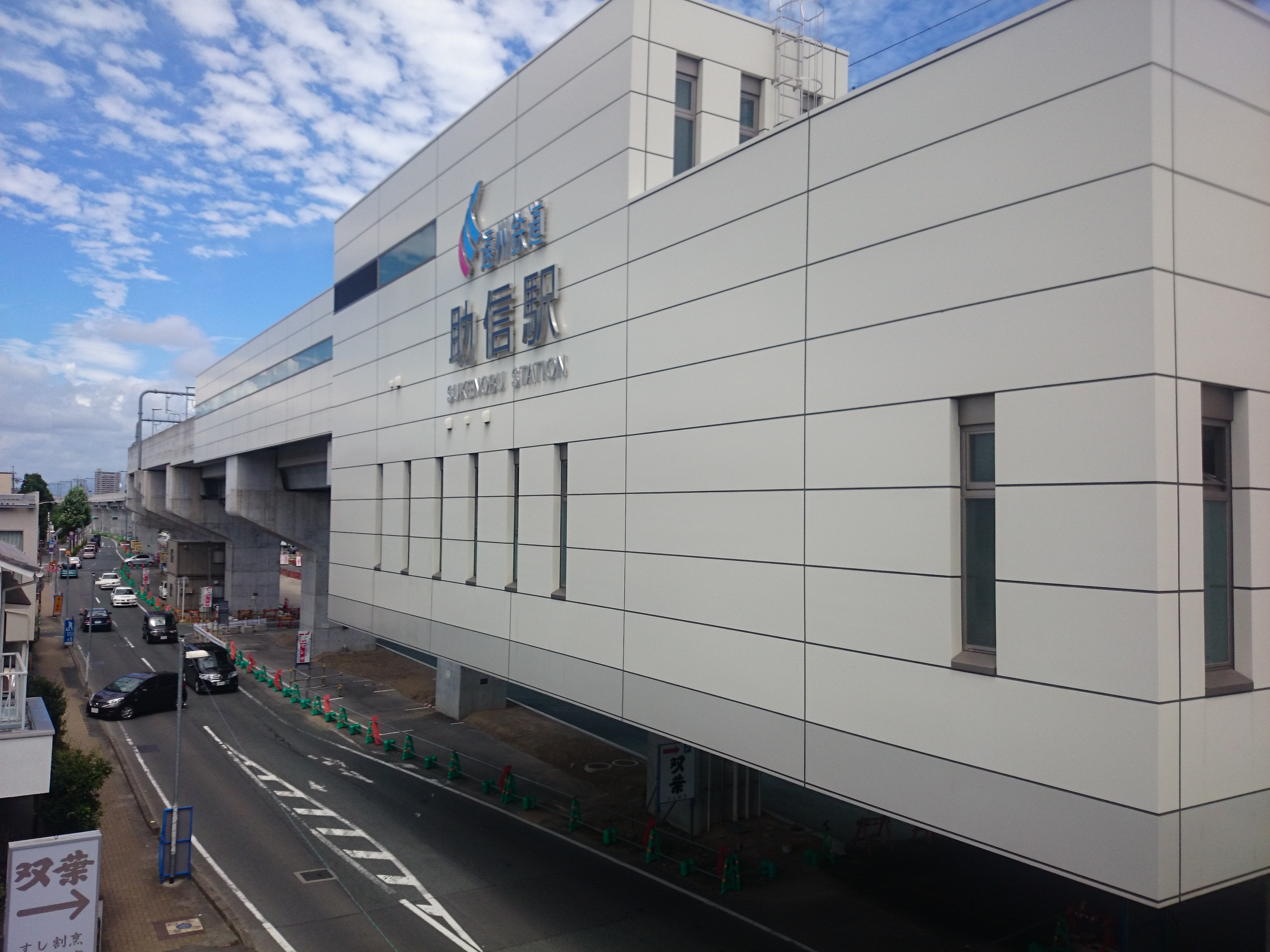
助信駅
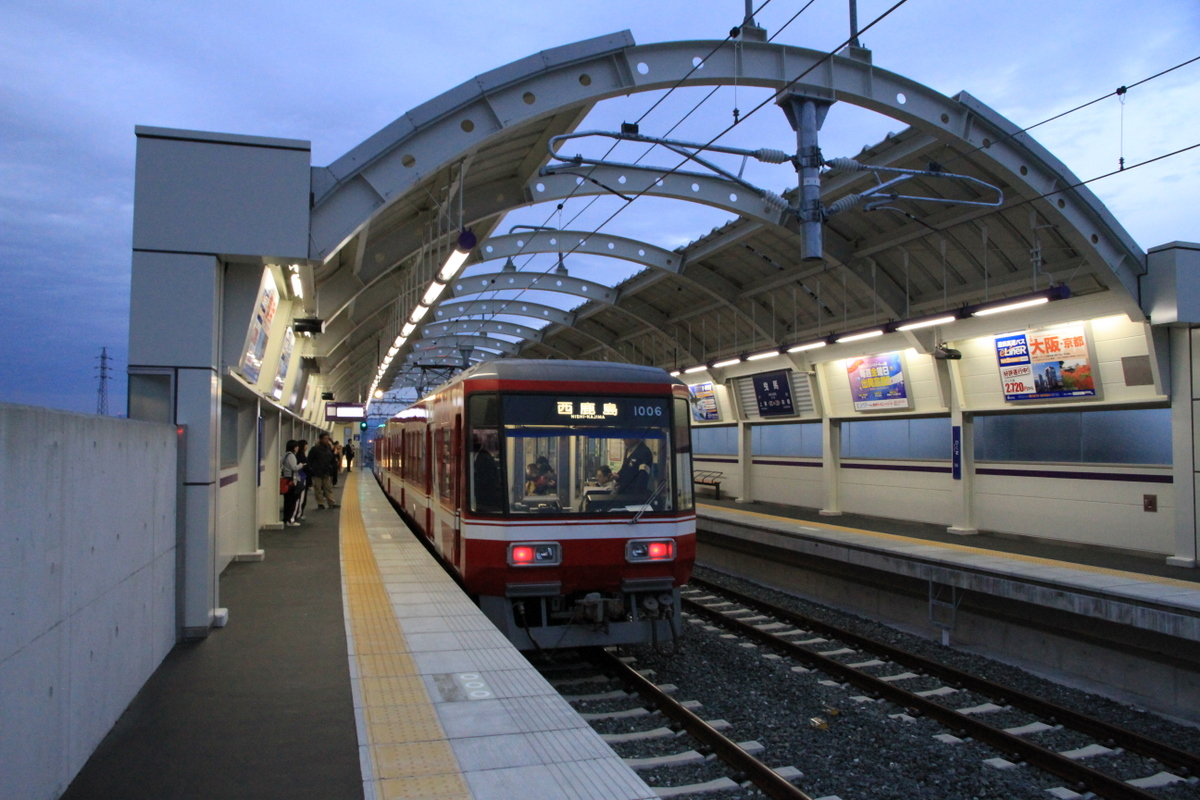
曳馬駅
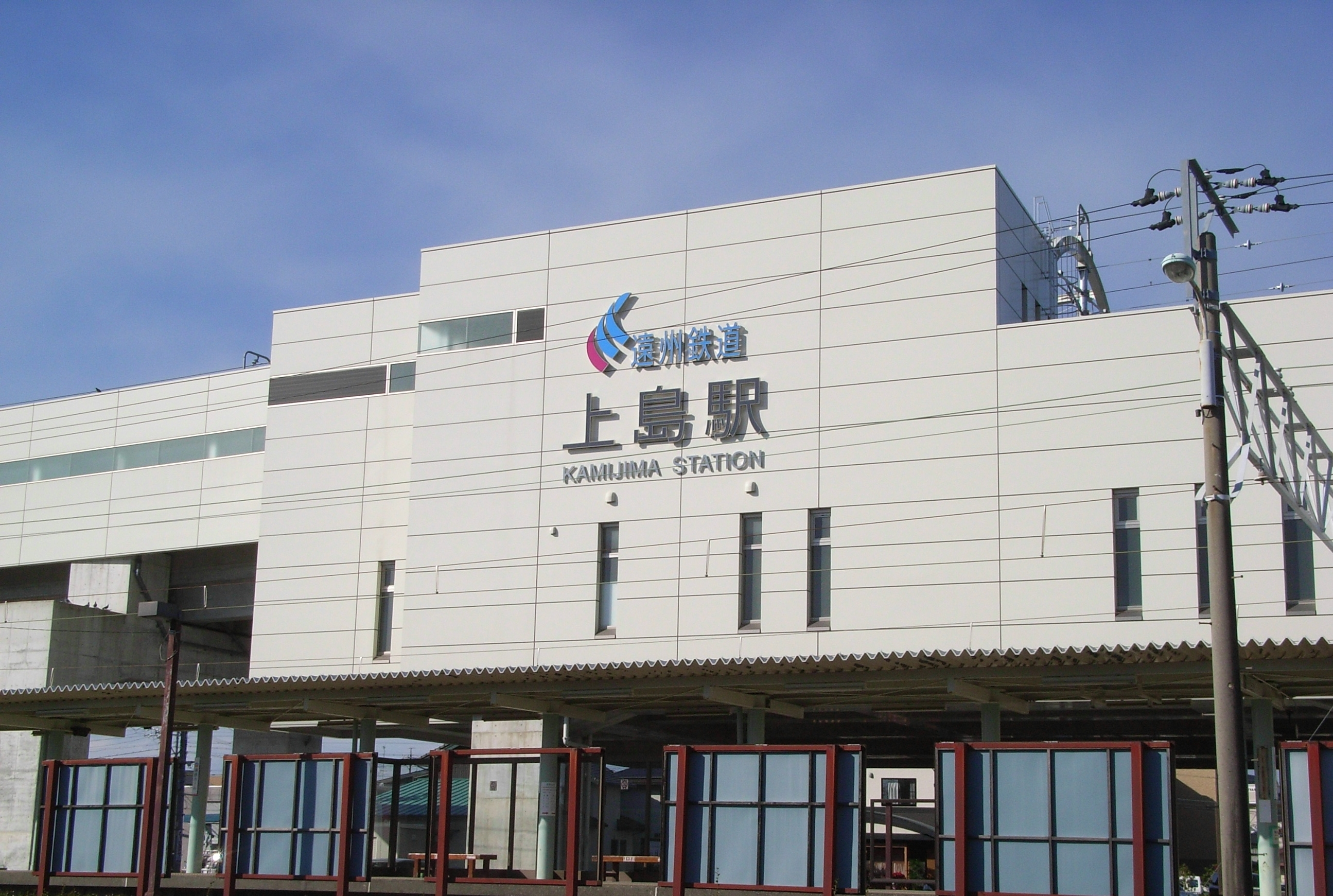
上島駅

### バス

#### 路線バス
- 遠鉄バス

バスターミナル
- 浜松駅バスターミナル

### タクシー
- 遠鉄タクシー
- 浜松日本タクシー
- 光タクシー
- フジタクシー

営業所
- 遠鉄タクシー本社営業所
- 遠鉄タクシー浜松西営業所
- 遠鉄タクシー浜松南営業所
- 浜松日本タクシー本社営業所
- 光タクシー本社営業所
- フジタクシー小豆餅営業所

### 道路

#### 高速道路
東名高速道路が区内を通過するが、インターチェンジはない。

#### 国道
- 国道150号
- 国道152号
- 国道257号

#### 県道
主要県道
- 静岡県道48号舘山寺鹿谷線
- 静岡県道62号浜松雄踏線
- 静岡県道65号浜松環状線

## 観光

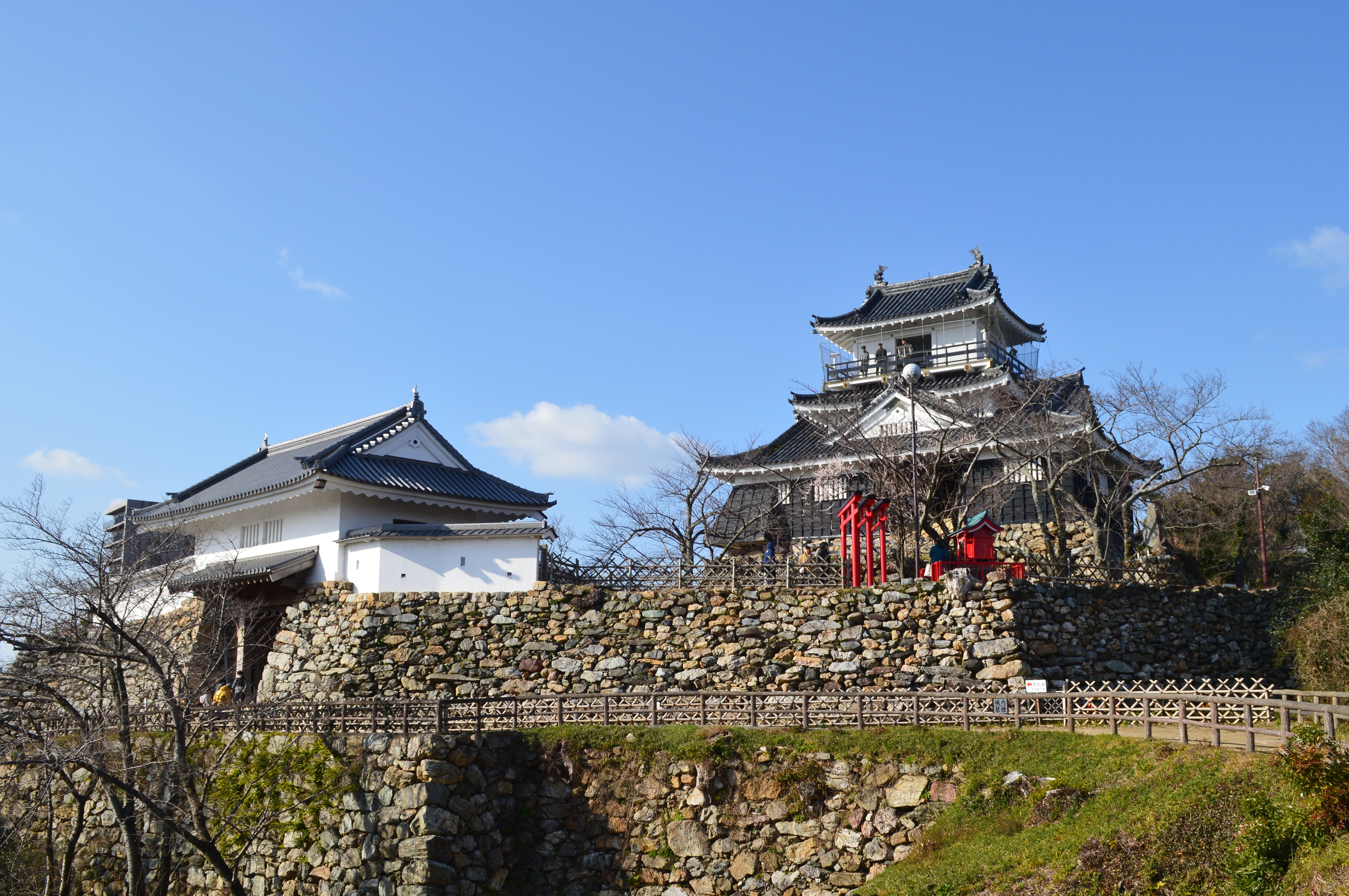
浜松城

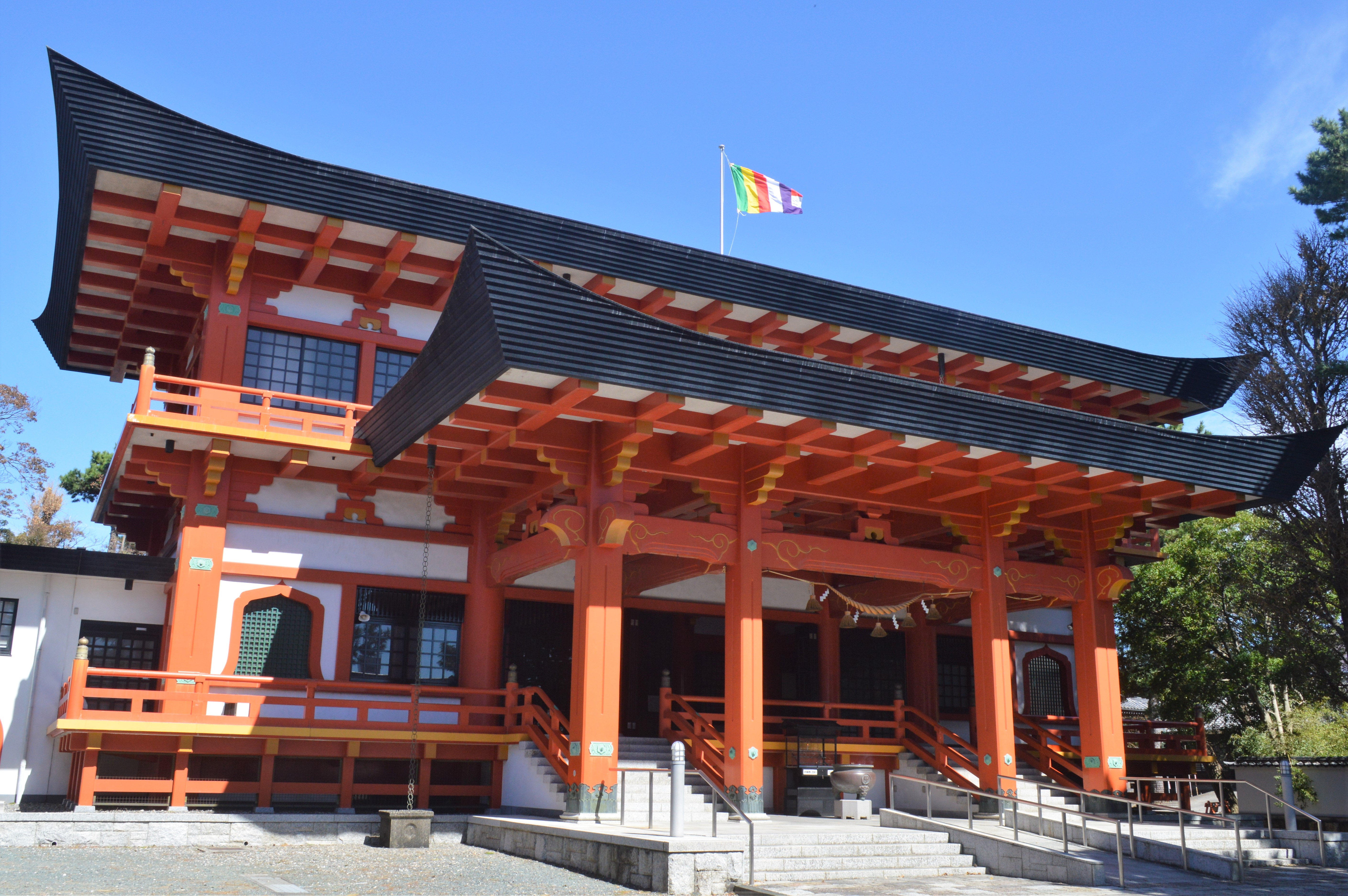

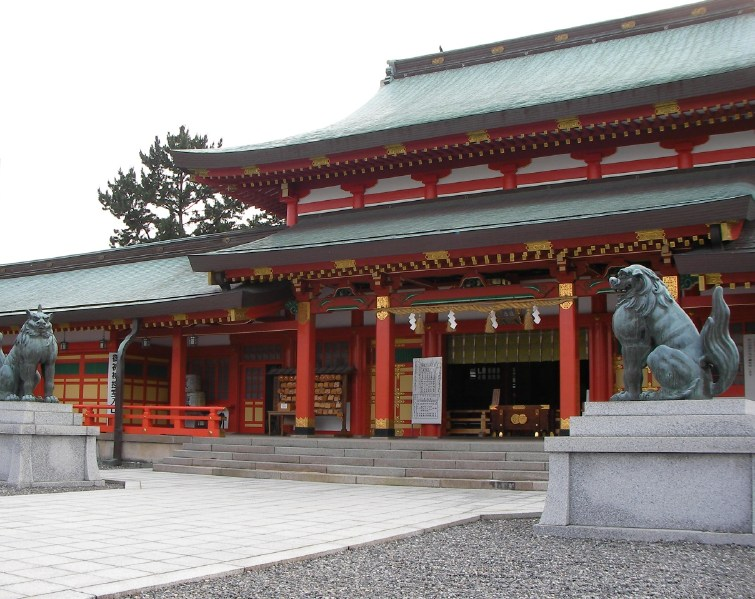
五社諏訪神社

### 名所・旧跡
主な城郭
- 浜松城 （元城町）

主な寺院
- 鴨江寺
- 普済寺

主な神社
- 五社神社 （利町）
- 諏訪神社 （利町）
- 元城町東照宮（元城）

主な遺跡
- 蜆塚遺跡 （蜆塚四丁目）
- 伊場遺跡 （東伊場二丁目）

### 観光スポット
- アクトシティ浜松（アクトタワー） （板屋町）
- 浜松市楽器博物館 （板屋町）
- 浜松怪奇学校

公園
- 佐鳴湖公園
- 浜松城公園 （元城町・松城町・鹿谷町）
- 四ツ池公園 （上島六丁目）
- 花川運動公園 （花川町、西丘町）
- 船越公園 （船越町）
- 野口公園 （中央二丁目）
- 馬込川公園 （建設中　船越町・中央二丁目・中央三丁目）
- 和地山公園 （和地山三丁目）

## 文化・名物

### 祭事・催事
- 浜松まつり - 中区中心部では市中御殿屋台引き回し・市中練りが行われる。
- がんこ祭（はままつよさこい）

### 風習
- 遠州大念仏

### 芸能
- MUTOWN RECORDS（芸能プロダクション）

### 音楽

#### 楽団
- 浜松市消防音楽隊
- ヤマハ吹奏楽団浜松

### スポーツ

#### サッカー
- 浜松シティF.C（静岡県社会人サッカーリーグ）

#### 公営競技
オートレース
- オートレース場
  - 浜松オートレース場

## 出身関連著名人

### 出身著名人
- 徳川秀忠（江戸幕府第2代征夷大将軍）
- 賀茂真淵（国学者）
- 小政（俠客）
- 河合小市（河合楽器製作所創業者）
- 高井治（舞台俳優）
- 筧利夫（俳優・タレント）
- 益戸育江（女優）
- 大澄賢也（俳優・タレント・ダンサー）
- 武田修宏（元サッカー選手・タレント）
- 田畑政治（新聞記者・水泳指導者）
- 伊藤久朗（静岡第一テレビアナウンサー）
- 鈴木砂羽（女優）
- 鈴木秀人（元ジュビロ磐田選手）
- 中澤希水（書道家）
- 中津川昌弘（お守り研究家、作家）
- 杉田喜章（大相撲力士）
- 犬塚友輔（アスルクラロ沼津選手）
- 上原あずみ（AV女優・元歌手・作詞家）
- 岡本達也（ガイナーレ鳥取選手）
- 夏目みな美（CBCテレビアナウンサー）
- 大木文香（北陸放送アナウンサー）
- 長谷川ぱせり（シンガーソングライター）

### 区内に居住の著名人
- 熊谷真実（俳優）

## 浜松市中区を舞台とした作品

### 漫画
- 怪物王女
- 苺ましまろ
- 帯をギュッとね!